# Basílica de Notre-Dame de la Garde

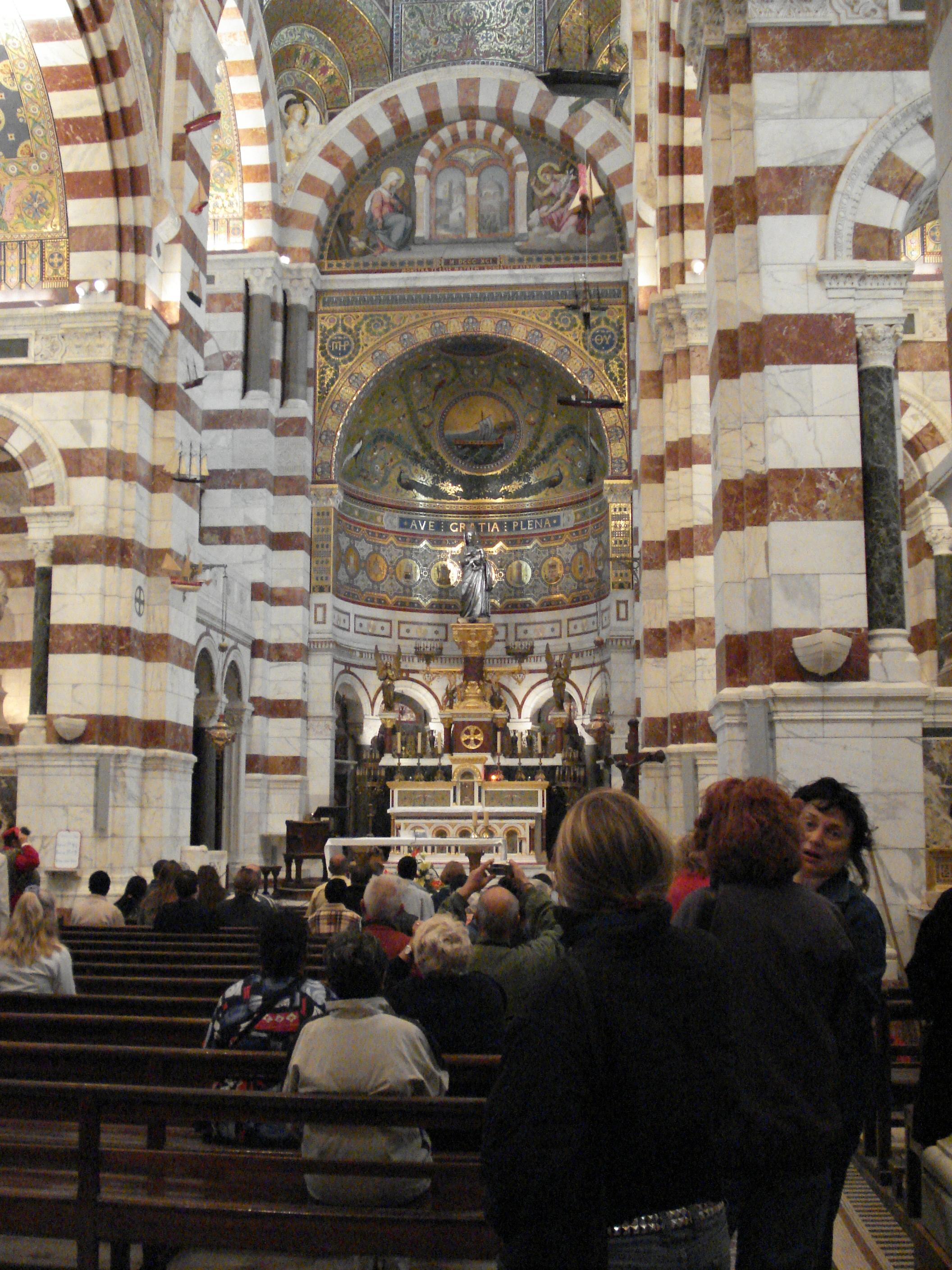
Basílica de Nuestra Señora de la Guarda.

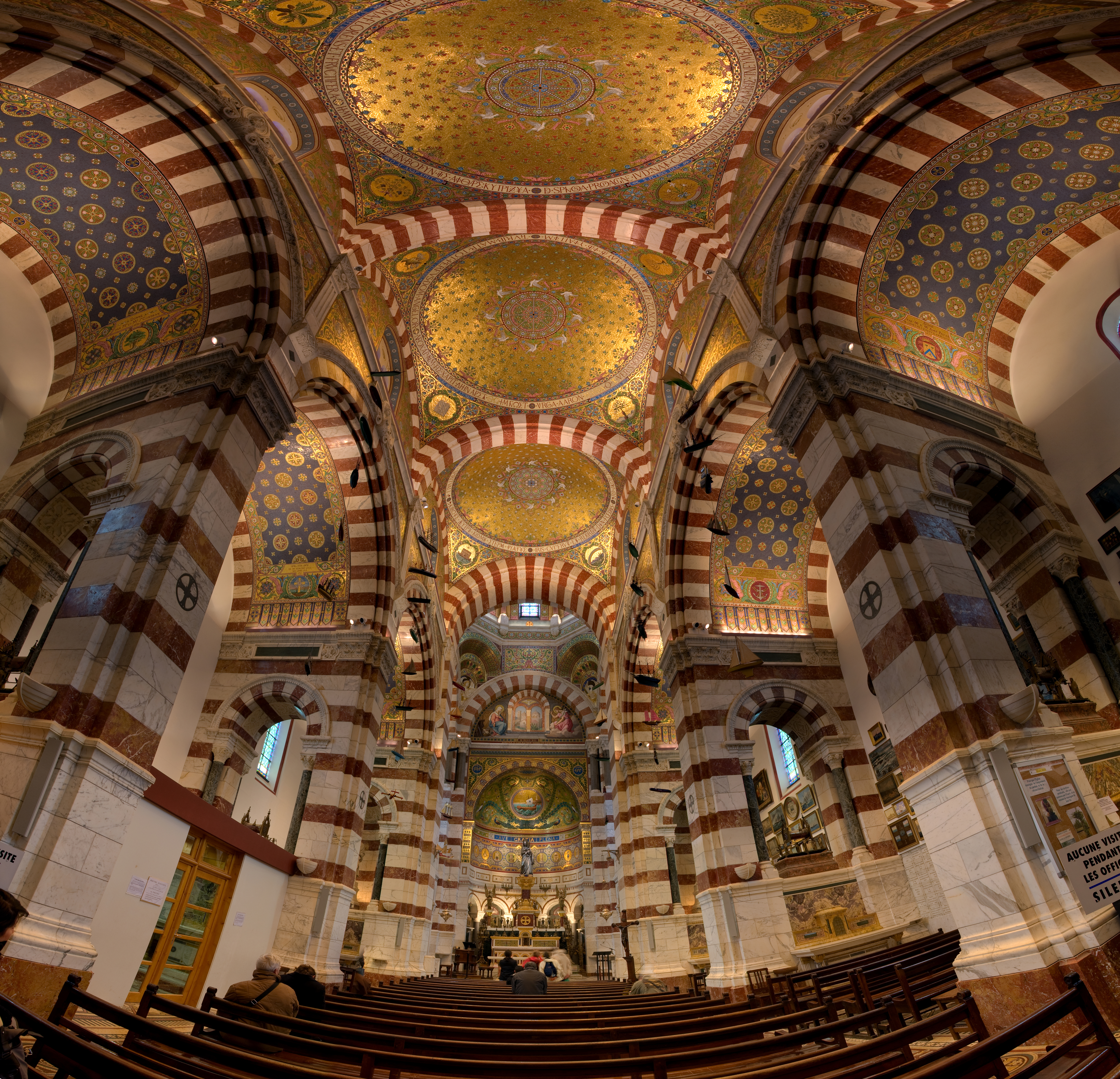
Vista interior de la basílica.

La basílica de Nuestra Señora de la Guarda (en francés: Notre-Dame de la Garde; en provenzal, Nostro-Damo de Gardo), llamada a menudo la Buena Madre (en francés: Bonne Mère; en provenzal, Boueno Maire), es una basílica menor dedicada al culto católico en la ciudad francesa de Marsella,  entre los distritos de Roucas Blanc y Vauban, en la cima de un pico calcáreo de 149 m s. n. m. y elevada otros trece metros más sobre los cimientos de una antigua fortaleza que había en la cima. Al sur del Puerto Viejo, de estilo neobizantino, está coronada por una efigie dorada de la Virgen María.
La colina de Nuestra Señora de la Guarda es un «lugar natural clasificado» desde el 29 de mayo y 8 de octubre de 1917 y también en posterior clasificación del 15 de enero de 1920.

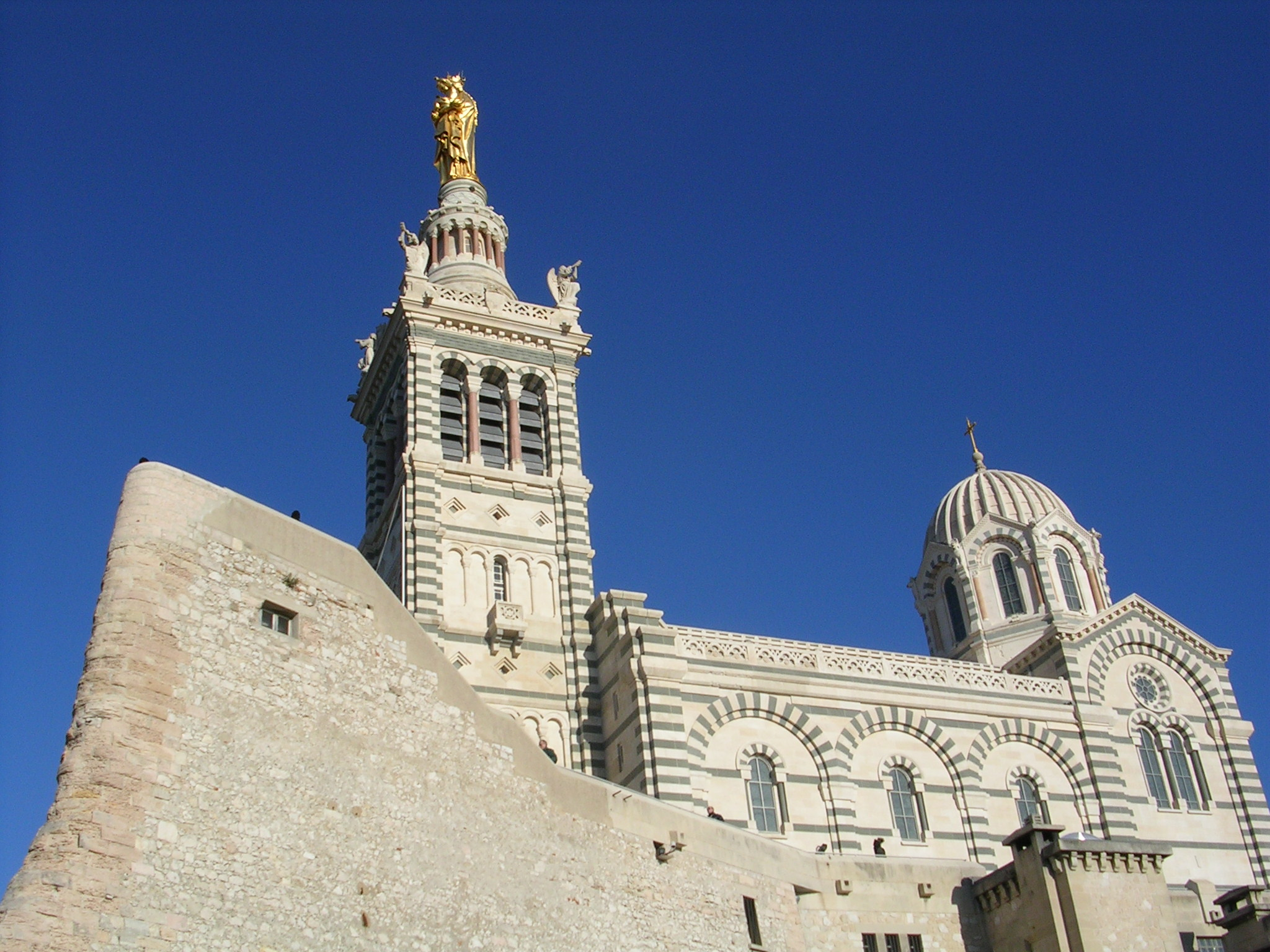
Vista de la Bonne Mère marsellesa.

Fue construida por el arquitecto protestante Henri Espérandieu y es de estilo románico-bizantino; fue consagrada el 5 de junio de 1864 y sustituyó a una capilla del mismo nombre construida en 1214 y reconstruida en el siglo  XV. Está edificada sobre los cimientos de una fortaleza que hizo Francisco I en 1536 para resistir el asedio de Carlos V. La basílica tiene dos partes: una iglesia inferior o cripta, excavada en la roca y de estilo románico, y una gran iglesia de estilo románico-bizantino encima, decorada con mosaicos. En la cima del campanario, de planta cuadrada y de 41 m de alto, rematado por una torre de 12,5 m que hace de pedestal, se encuentra una estatua monumental de 11,5 m de altura de la Virgen con el Niño hecha en chapa de cobre dorado.
La piedra utilizada para la construcción, especialmente la verde que provenía de los alrededores de Florencia, demostró ser sensible a la corrosión atmosférica, por lo que fue necesario emprender, desde 2001 a 2008, una larga y cuidadosa restauración que también se ocupó de la renovación de los mosaicos dañados por impactos de bala durante la Liberación en 1944, y ennegrecidos a lo largo de los años por el humo de las velas y cirios.
Verdadero paladín de la ciudad de Marsella, Nuestra Señora de la Guarda fue considerada a partir de la Edad Media la guardiana de la gente de mar y pescadores.

## Una capilla delsigloXIII

### Un lugar estratégico

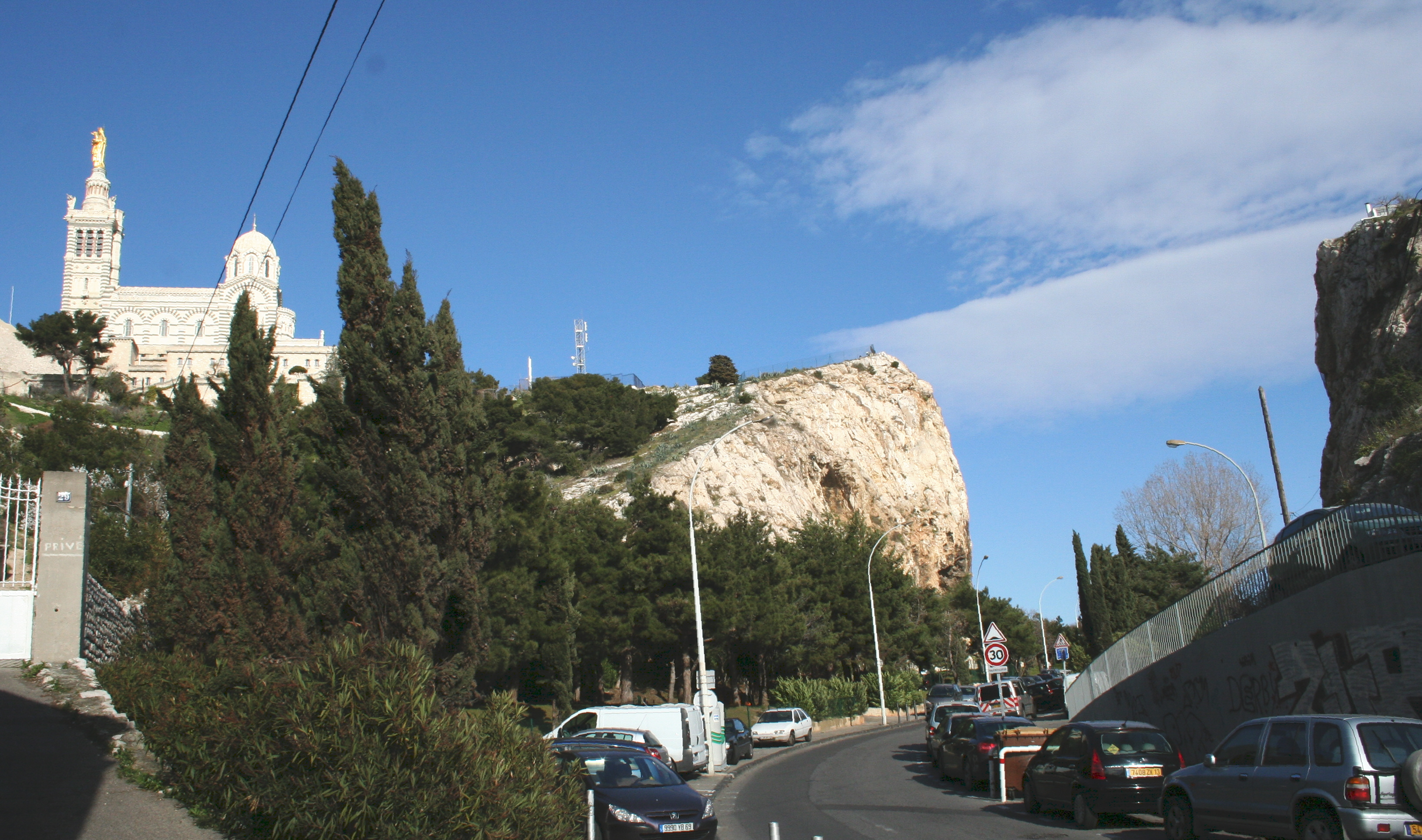
Antigua cantera Honoré.

La cuenca de Marsella, que se abre extensamente al mar hacia el oeste, se encuentra bordeada de colinas: al norte con el Macizo de l'Étoile y Nerthe, al este con Macizo de Sainte-Baume y al sur con Carpiagne y el Macizo de Marseilleveyre. De esta vasta depresión emerge un afloramiento de piedra caliza urgoniana —de la era barremiense, una etapa del periodo cretácico— con una altura de 162 m s. n. m., en cuya cima se alza la basílica de Notre-Dame de la Garde
En esta colina había una cantera desde 1905, después de la construcción de la basílica, que explotó Mr. Honoré y funcionó hasta 1946. Se estima que durante este período se extrajo un volumen de 800 000 m³. En la colina, que se extendía de forma continua al sur, hacia las zonas altas del distrito Gratte-Semelle, se inició la rue du Bois-sacré por una gran trinchera, estrecha y larga, que ya tenía la colina como consecuencia de la explotación de la cantera. Este acantilado artificial es objeto de una vigilancia importante, con visitas regulares, medición de pequeños movimientos y obras preventivas para evitar deslizamientos y desprendimiento de rocas.
Debido a su ubicación al lado de la costa y a su elevación, el colina de la Guarda ha sido en tiempos de la navegación por estima, es decir, sin instrumentos, un punto de observación y de referencia fijo e identificable sin posibilidad de error y fue utilizado por la navegación marítima y defensiva, por lo que se supone que estuvo ocupado durante mucho tiempo como puesto de observación y torre de vigilancia. En 1302, Carlos II de Nápoles ordenó, a fin de garantizar las señales a lo largo de la costa mediterránea de Provenza, incluir entre esos puntos el de la cima de Nuestra Señora de la Guarda.
El condestable de Borbón Francisco I mandó construir un fuerte en 1524 que, junto al castillo de If, representaba una defensa marítima de la que, hasta ese año, carecía la ciudad. Sobre ese fuerte defensivo se alzó la basílica y todavía se puede ver una salamandra sobre el pórtico norte que era el emblema del rey. De esta forma, el alto de la Guarda tuvo tres tipos de edificaciones y funciones diferentes: un lugar de vigilancia, una obra militar y un lugar de peregrinaje.

### Una primera construcción

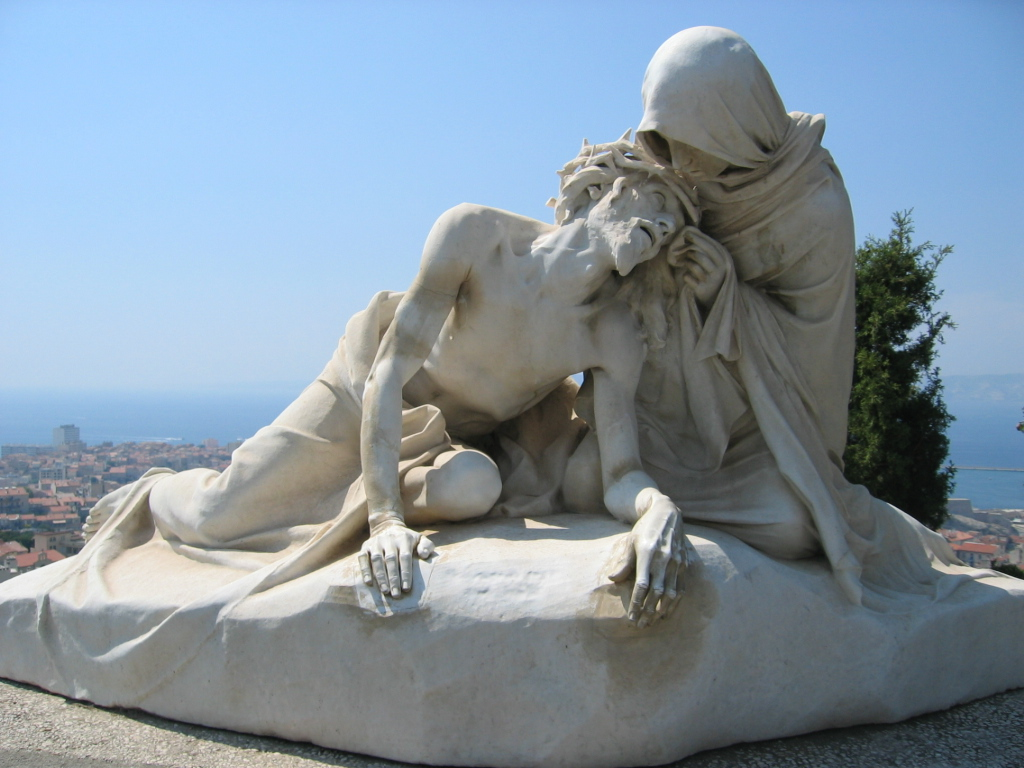
La Pasión de Cristo delante de la Basílica.

En 1214 se le ocurrió a un sacerdote de Marsella, el padre Pierre, la idea de construir en la colina de la Guarda una capilla dedicada a la Virgen María. Este cerro pertenecía a la abadía de San Víctor por lo que Pierre tuvo que pedir permiso al abad para comenzar los trabajos. El abad le concedió la autorización para plantar vides, cultivar un jardín y construir una capilla. Cuatro años más tarde concluyeron las obras, dato que se conoce por el hecho de que en su bula del 18 de junio de 1218, en la que se enumeraban las posesiones de la abadía, el papa Honorio III cita a «Nuestra Señora de la Guarda» como una de esas posesiones.
Después de la muerte del padre Pierre en 1256, la entonces capilla de Nuestra Señora de la Guarda se constituyó en priorato. El prior del Santuario de la Guarda era uno de los cuatro priores monásticos de Saint-Victor. Desde la fundación de la capilla, las donaciones, que se conocían gracias a los testamentos, se hacían a favor de Notre-Dame de la Garde. Demostraban una gran devoción popular que se desarrolló durante los siguientes siglos. De hecho, los marineros que habían escapado de algún naufragio iban a hacer su acción de gracias y dejar alguna prenda votiva en el altar de Nuestra Señora del Mar que se encontraba en la basílica de Nuestra Señora de la Guarda; esta práctica se siguió haciendo hasta finales del siglo XVI.
Esta primera capilla fue sustituida a principios del siglo xv por un edificio más grande, que incluía una capilla ricamente dotada, dedicada al arcángel San Gabriel.

## Plaza fuerte y lugar de culto entre los siglosXVIyXVIII

### Visita de Francisco I

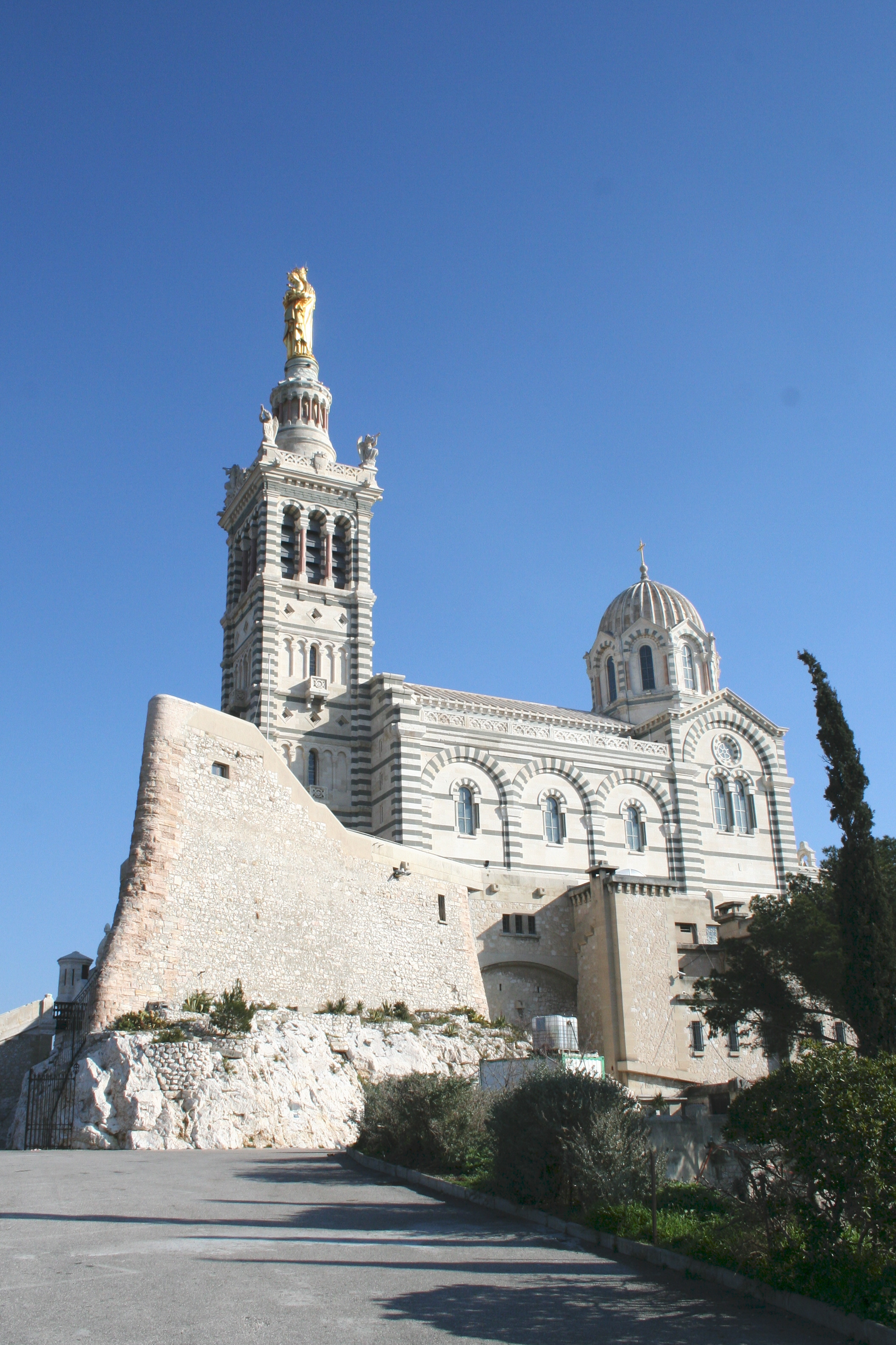
Murallas de la antigua fortaleza

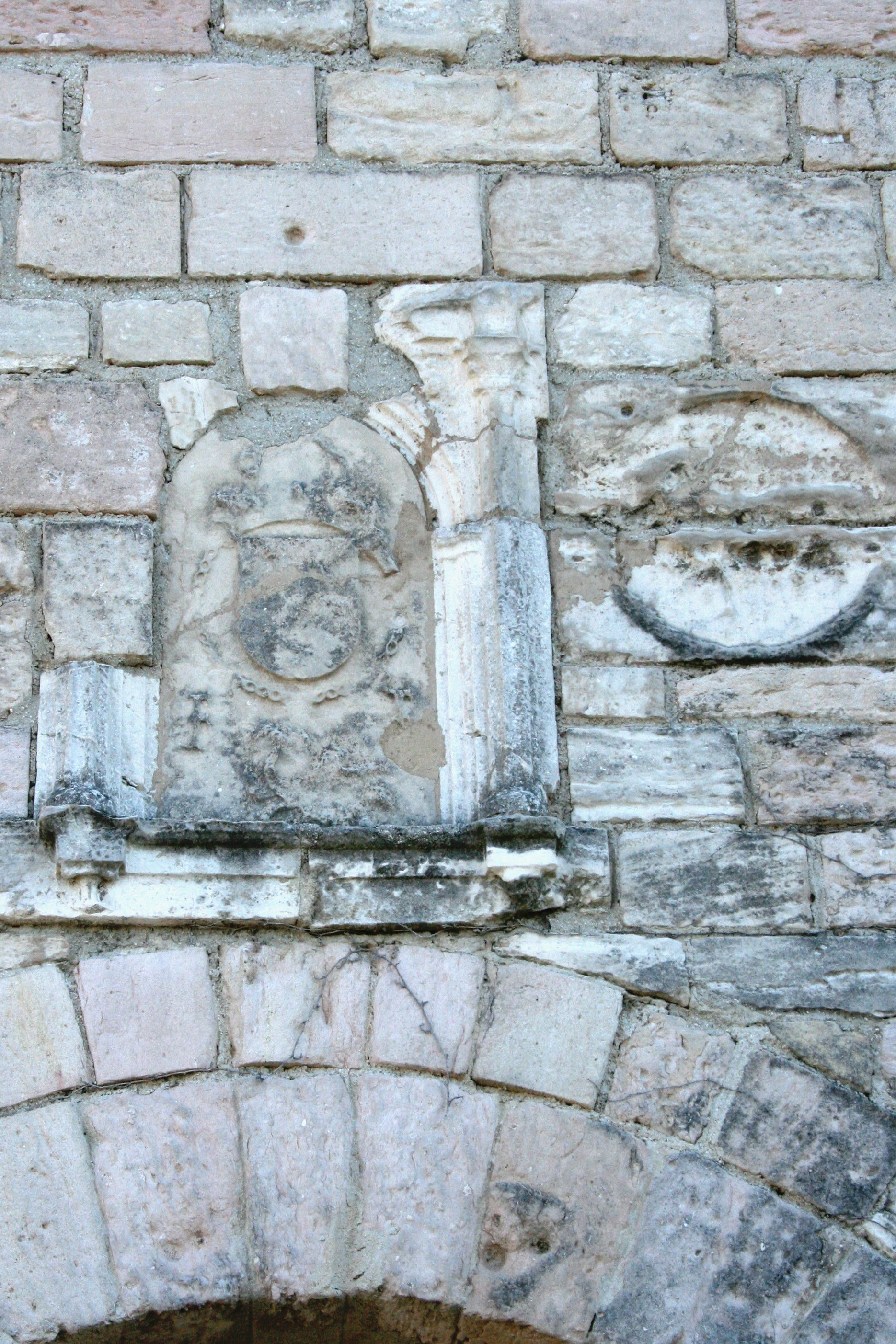
Escudo de Francisco I

El 3 de enero de 1516, la madre de Francisco I Luisa de Saboya y su esposa, la reina Claudia, hija de Luis XII, fueron hasta el sur de Francia para encontrarse allí con el joven rey, aureolado por su victoria en Marignano. El 7 de enero de 1516 subieron hasta la ermita de Nuestra Señora de la Guarda y, unos días más tarde, el 22 de enero de 1516, Francisco I se unió a ellas y también visitó la capilla. Durante la visita, el rey se dio cuenta de que la ciudad de Marsella no estaba bien defendida. La necesidad de fortalecer el sistema de defensa fue aún más evidente en 1524 después del asedio a la ciudad por el condestable Carlos III de Borbón que tenía acuerdos con Carlos I de España y casi tomaron la ciudad. Francisco I decidió construir dos fuertes: uno en la isla de If, que se convirtió en el famoso castillo de If, y otro en la parte superior de la colina de la Guarda, donde estaba situada la capilla. Fue un ejemplo de convivencia entre un fuerte militar y un santuario abierto al público.
La construcción del castillo de If fue muy rápida (finalizó en 1531), mientras que el fuerte de Nuestra Señora de la Guarda no se terminó hasta 1536, justo a tiempo para resistir la llegada de las tropas de Carlos V. Para la construcción de la fortaleza se utilizaron piedras del cabo Couronne, en las Bocas del Ródano, y materiales recuperados de la demolición de edificios situados fuera de las murallas de la ciudad que podrían proporcionar refugio a las tropas enemigas. Entre los monumentos destruidos y cuyos materiales han servido para la construcción de la fortaleza hay que incluir, en particular, el convento de los Frères Mineures, donde enterraron a san Luis de Anjou, que posteriormente fue trasladado a un lugar cercano a las calles Saint-Louis y Belsunce. De esta fortaleza, de no mucha importancia, que tiene forma de un triángulo isósceles con dos lados que miden 75 metros y otro de 35 metros, permanece el espolón real todavía visible al oeste de la basílica.
Por encima de una puerta todavía se puede ver, aunque muy dañado, el escudo de Francisco I, es decir, las armas de Francia con tres flores de lis y una salamandra debajo. Cerca de esta puerta, al lado derecho, hay una piedra redonda desgastada por el tiempo donde se pueden ver algunos vestigios de una escultura que representa el cordero, símbolo de san Juan, con una banderola.

### Guerras de religión

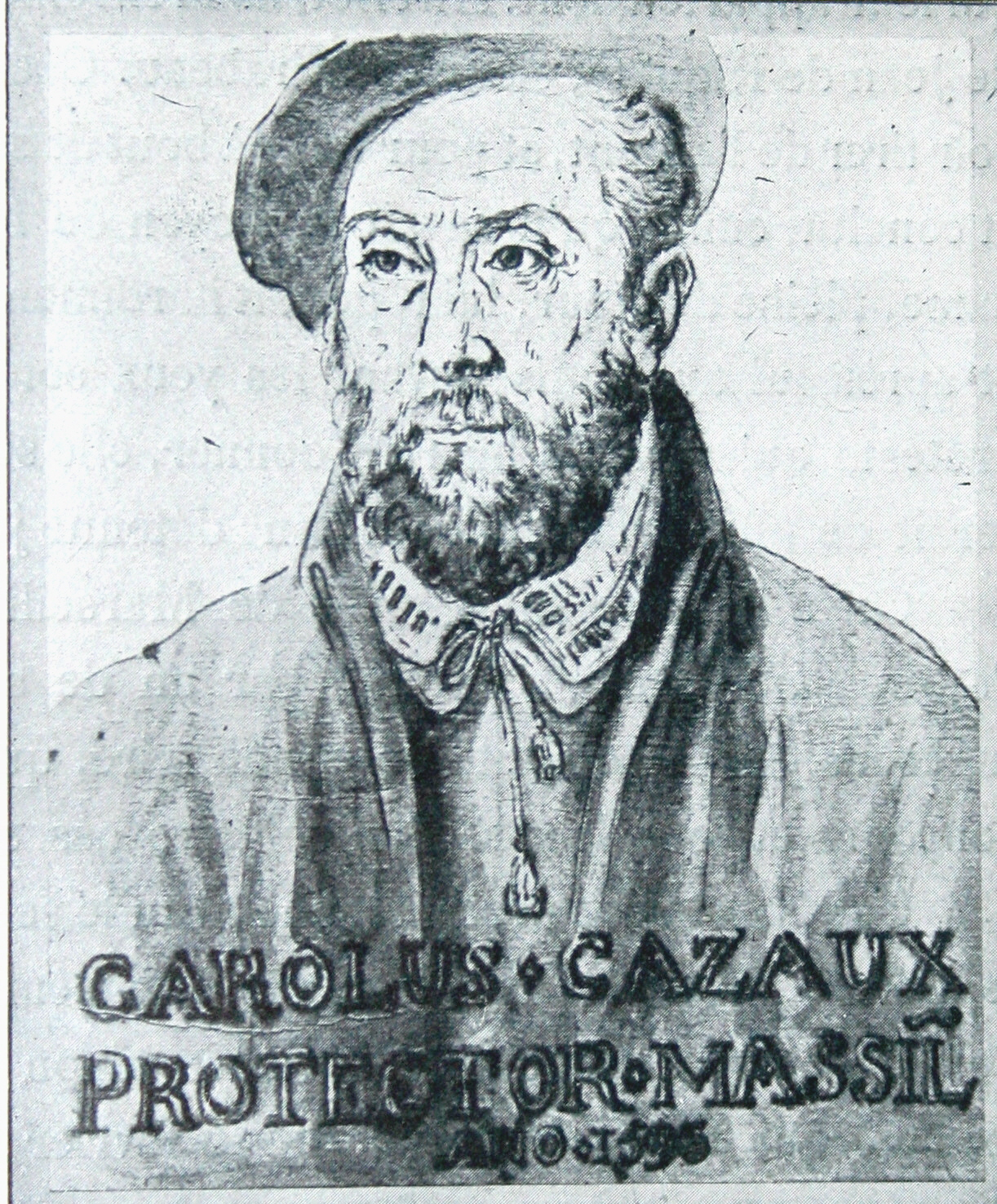
Charles de Casaulx

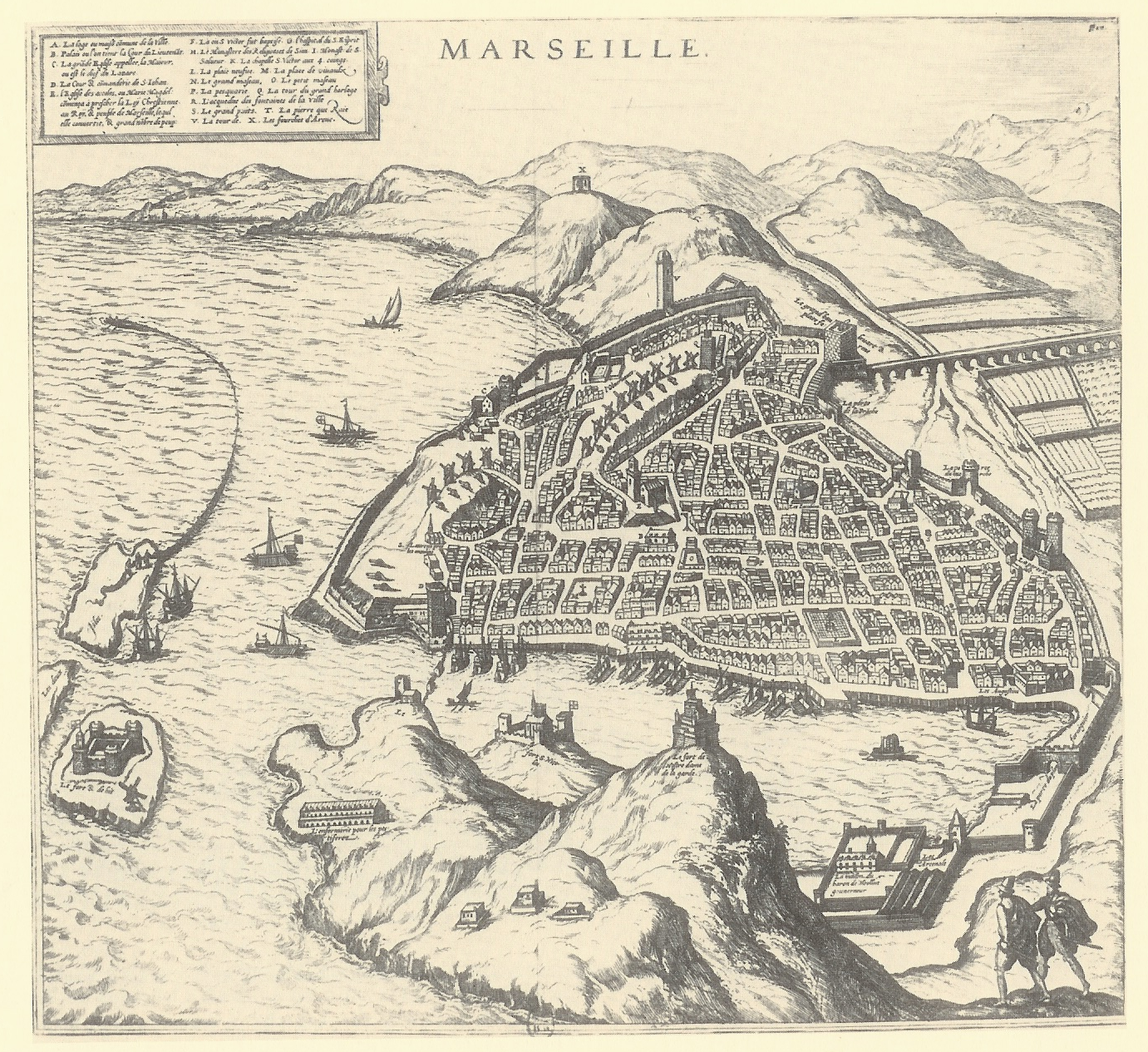
Vista superior de Marsella en 1572. En primer plano la fortaleza de Nuestra Señora de la Guarda.

En 1585, el jefe de la Liga en la Provenza, Hubert de Garde de Vins, quiso tomar Marsella y se alió con Louis de La Motte Dariès, segundo cónsul en Marsella. En la noche del 9  de abril de  1585 Dariés ocupó la cima del montículo de la Guarda, desde donde se podía tomar la ciudad bajo el acoso de fuego de cañón. El asalto resultó fallido y tanto Dariès como su cómplice, Boniface, fueron ejecutados por las fuerzas que permanecieron leales a La Liga Católica.
En 1591, Carlos Manuel, duque de Saboya, quiso apoderarse de la abadía de San Víctor, edificio fortificado cerca del puerto y se lo encargó a Pierre Bon, barón de Méolhon, gobernador de Nuestra Señora de la Guarda. En la noche del 16  de noviembre de  1591, el barón se apoderó de la abadía que fue reconquistada rápidamente por los partidarios de Charles de Casaulx, primer cónsul de la ciudad de Marsella.
En 1594, Charles de Casaulx quiso convertirse en maestre de la fortaleza de la Guarda. Para ello envió a dos sacerdotes, Trabuc y Cabot, para que celebrasen la misa en la capilla. Después de la celebración, Trabuc, que llevaba una coraza bajo la sotana, mató al capitán de la fortaleza, Charles Casaulx pudo tomar posesión de la fortaleza y nombró gobernador a su hijo Fabio. En 1595 se construyó un muro defensivo en forma de W en la parte baja de la fortaleza. Es todavía visible y allí se construyó recientemente un aparcamiento en el ángulo entrante del muro.
Tras el asesinato de Charles de Casaulx el 17  de febrero de  1596 a manos Pierre de Libertat, Fabio fue expulsado de la fortaleza por sus propios soldados.

### Última visita real

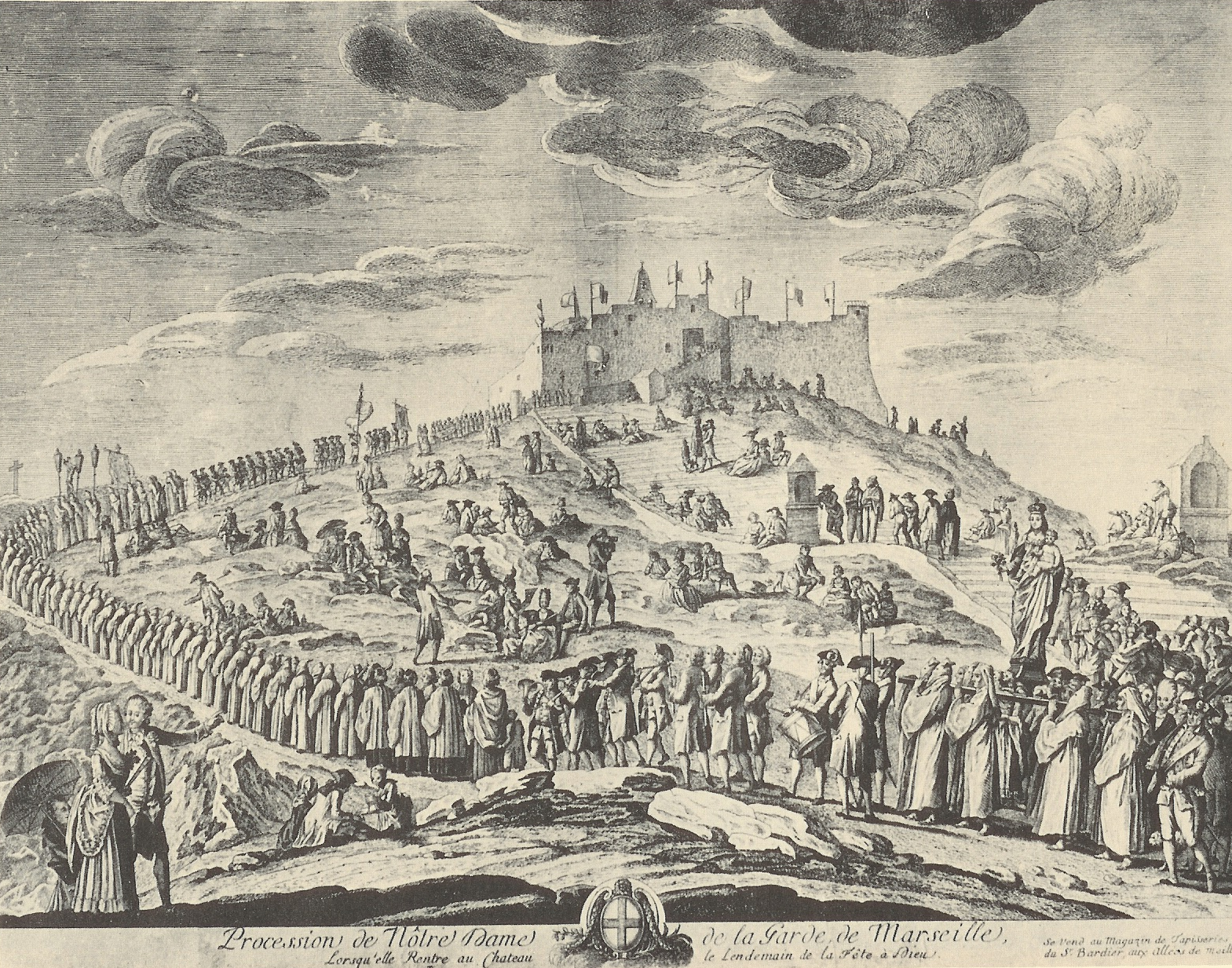
Procesión después del Corpus Christi,.

Durante su estancia en Marsella, el rey Luis XIII fue a caballo, a pesar de la lluvia, a Nuestra Señora de la Guarda el 9  de noviembre de  1622. Fue recibido por el gobernador de la fortaleza, Antoine Boyer, señor de Bandol. A la muerte de este último, el 29 de junio de 1642, el escritor Georges de Scudéry fue nombrado gobernador. Tomó posesión de su cargo en diciembre de 1644, acompañado por su hermana Madeleine de Scudéry, mujer de letras, que dejó en sus escritos muchas descripciones de la ubicación, el entorno y de las diferentes celebraciones o ceremonias como la siguiente:

Vendredi passé, qui était le lendemain de la fête Dieu, vous eussiez vu la citadelle banderolée des pieds à la tête d’une dizaine de drapeaux et, en branle, les cloches de notre clocheton, et une admirable procession rentrant au château. La statue de Notre-Dame de la Garde tenant, de son bras gauche, l’enfant nu et, de sa main droite, un bouquet de fleurs, était portée par huit pénitents déchaussés et voilés comme des fantômes.
El viernes, al día siguiente de la fiesta del Corpus,   hubierais visto la ciudadela adornada de los pies a la cabeza, con una decena de banderas y,  en movimiento, las campanas de nuestro pequeño campanario y una admirable procesión entrando en el castillo. La imagen de Nuestra Señora de la Garde sujetando con el brazo izquierdo al Niño desnudo, y en su mano derecha, un ramo de flores,  era llevada por ocho penitentes descalzos y con el rostro cubierto como fantasmas.

Georges de Scudéry desdeñó residir en el fuerte y prefirió hacerlo en la Place de Lenche, barrio aristocrático de la época. La guardia de la fortaleza se confió a un modesto sargento llamado Nicolas.
El único evento significativo que sucedió bajo el gobierno de Scuderi fue el «caso Caze» en 1650. Durante la Sublevación de la Fronda, el gobernador de Provenza, el conde de Alais, se opuso al Parlamento de Provenza y quiso reprimir la revuelta marsellesa. Teniendo en cuenta que el fuerte de la Guarda era una posición deseable, sobornó al sargento Nicolás el 1  de agosto de  1650 e instaló en el fuerte a uno de sus partidarios, David Caze. Quería proporcionar apoyo a un ataque que debía haberse hecho con galeras procedentes de Toulon, ciudad que le fue fiel. Los cónsules de Marsella reaccionaron ante la amenaza y David Caze se vio obligado a abandonar el fuerte.

### En elsigloXVIII
En 1701 los duques de Borgoña y de Berry, este último nieto de Luis XIV, subieron a la basílica. Vauban, que sucedió a Clerville, el constructor del fuerte de San Nicolás en Marsella, estudió la posibilidad de reforzar aún más la defensa de esta ciudad. El 11  de abril de  1701 presentó un grandioso proyecto que contemplaba la construcción de un gran recinto que uniera el fuerte Saint-Nicolas al de la de Nuestra Señora de la Guarda y continuaría hasta la llanura de Saint-Michel, en la actualidad place Jean Jaurès, para llegar al muelle de Arenc. Este proyecto nunca se llevó a cabo.
Durante la epidemia de peste que afectó a Marsella en 1720, el obispo Enrique de Belsunce subió tres veces andando a Nuestra Señora de la Guarda: el 28  de septiembre de  1720, el 8  de diciembre de  1720 y el 13  de agosto de  1721con el fin de bendecir a la gente de la ciudad.

## Período Revolucionario

### El cierre de la capilla
El 30  de abril de  1790 los patriotas invadieron el fuerte y bajo el pretexto de asistir a una misa en la capilla, cruzaron el puente levadizo, utilizando una estrategia similar a la adoptada por los partidarios de la Liga en 1594. El 7 de junio de 1792, domingo, la gran procesión tradicional que se organizaba ese día fue boicoteada por los manifestantes. Durante el viaje de regreso al santuario, a la estatua de la Virgen le pusieron una bufanda tricolor y el Niño Jesús venía tocado con el gorro frigio.
El 23  de noviembre de  1793 se tuvieron que abandonar los edificios religiosos y cesó el culto. El 13  de marzo de  1794 se llevó la estatua en plata de la Virgen, esculpida en 1661, para fundirla en la Casa de la Moneda de Marsella que estaba en el número 22 de la rue Tapis Vert, en el antiguo convento de los Padres de la Misericordia.

### Una prisión para príncipes
En abril de 1793, el duque de Orleans Philippe Égalité, sus dos hijos, el duque de Montpensier y duque de Beaujolais, su hermana Louise, duquesa de Borbón, y el príncipe de Conti fueron encarcelados aquí unas semanas antes de su traslado a Fort Saint-Jean. A pesar de la falta de confort de que disponían las antiguas estancias del gobernador, los presos tenían la ventaja de disfrutar del panorama. Cada día la duquesa de Borbón, después de asistir a misa, hacía una parada en la terraza de la fortaleza y a menudo permanecía dos horas meditando. La princesa, que pintaba muy bien, dejó un dibujo a lápiz que muestra una vista de Marsella desde esta basílica.

### Un hombre providencial: Escaramagne

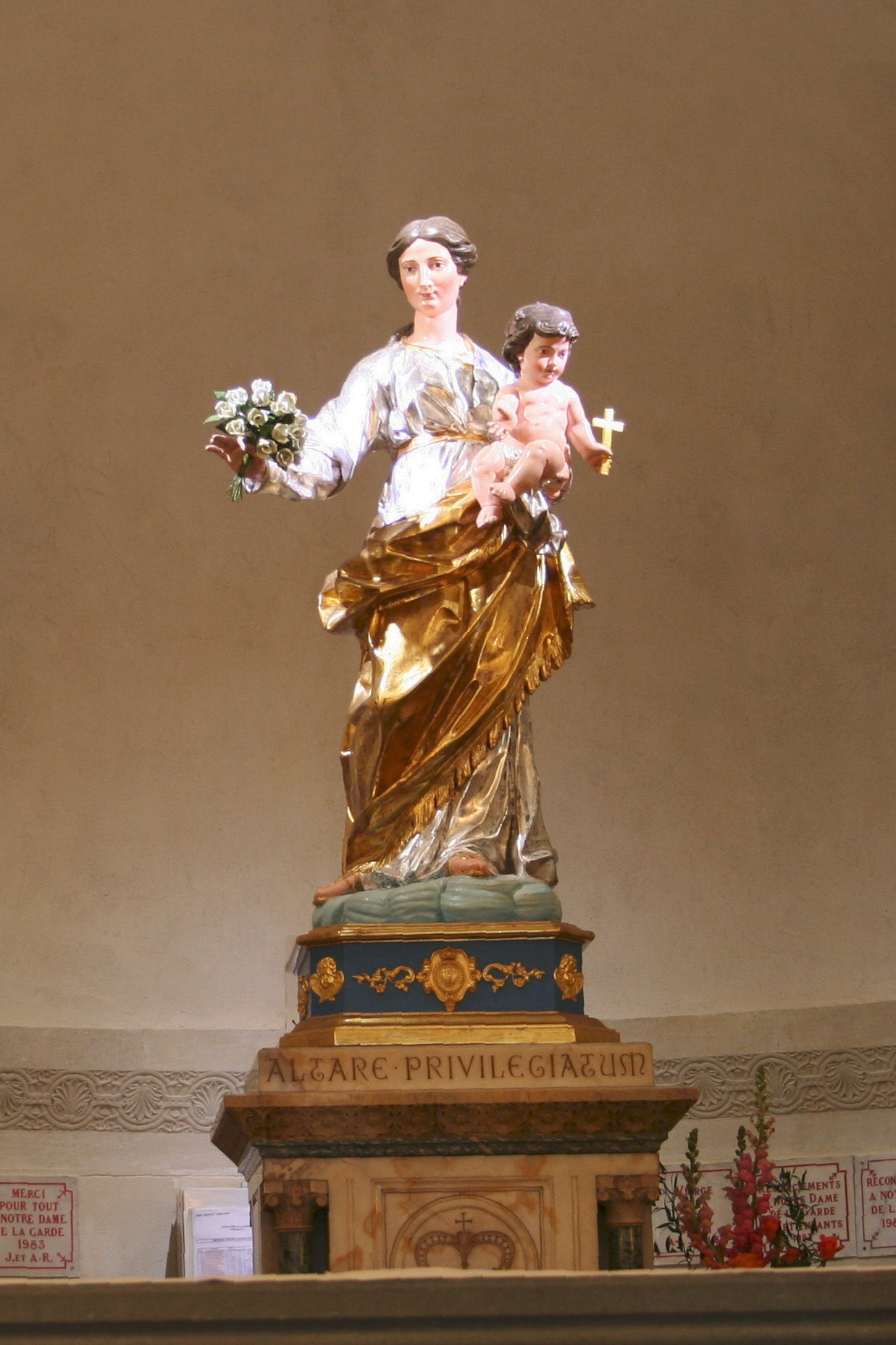
Virgen del ramo.

La última subasta de objetos pertenecientes al santuario tuvo lugar el 10  de abril de  1795. La capilla se había convertido en patrimonio nacional y José Escaramagne la alquiló. El veterano capitán de navío, que vivía cerca de la place Colonel-Edon, tenía una profunda devoción a la Virgen. Tras la reanudación del culto en algunas parroquias, escribió en septiembre de 1800 al ministro de la Guerra, Lazare Carnot, para que permitiese la reapertura del santuario, pero el prefecto Charles Delacroix, consultado por el ministro de la Guerra, dio una opinión desfavorable. No fue hasta el 4  de abril de  1807 cuando se concedió el permiso para abrir la capilla al culto y celebrar actos religiosos.
Escaramagne compró en una subasta una estatua de la Virgen y el niño del siglo XVIII que provenía de un convento religioso de Picpus, que estaba cerca del Palacio de Justicia, demolido durante la Revolución. Ofreció esta estatua a Nuestra Señora de la Guarda. El cetro que sostenía fue reemplazado por un ramo de flores; de ahí el nombre de la estatua de la «Virgen del ramo». Mientras se procuraba espacio para la nueva estatua de plata realizada en 1837, se la confió a la Cartuja de Montrieux, para volver al santuario en 1979. Esta estatua de la «Virgen del ramo» se encuentra actualmente expuesta en el altar de la cripta.

## Resurgimiento del santuario
El 4  de abril de  1807, la capilla de Nuestra Señora de la Guarda se reabrió al culto. Ese día se llevó en procesión la estatua que compró Escaramagne al santuario desde la catedral de Marsella. La tradicional procesión del Corpus se reanudó en 1814. Julie Pellizzone mencionó este evento en su diario:

Le dimanche 12 juin 1814, jour de la fête Dieu, les canonniers de la garde urbaine sont allés de grand matin, ainsi que les pénitents blancs, chercher Notre-Dame de la Garde pour l'amener en ville, suivant l'antique usage. Elle a été saluée par plusieurs coups de canon. On a dit la messe, ensuite elle s'est mise en route pour venir chez nous, portée par les pénitents qui avaient leur capuchon couvrant la figure, chose qui n'avait pas eu lieu depuis la Révolution.
El domingo 12 de junio de 1814, «día de la fiesta de Dios», —domingo — los artilleros de la guardia urbana salieron muy de mañana junto a los penitentes para buscar a Nuestra Señora de la Guarda y llevarla a la ciudad, de acuerdo con la antigua costumbre. La Virgen fue muy bien recibida con una gran salva de cañonazos. Oímos la misa y después se puso en camino para volver a casa, llevada por los penitentes con capuchón que les cubría la cara, algo que no había ocurrido desde la Revolución.
Souvenirs (1995), de Jujie Pellizzone

### Ampliación de la capilla
Durante este período de ampliación, el fuerte no experimentó modificaciones y la capilla fue cada vez más frecuentada. Este aumento fue tal que hubo que ampliar la capilla en 1833, con una segunda nave, pasando de los 150 m2 originales a un área total de unos 250 m2. El obispo de Marsella, Fortuné de Mazenod, bendijo la capilla en 1834.

### Visitantes distinguidos
La duquesa de Berry, que escapó de un naufragio cuando regresaba de Nápoles, subió a la basílica el 14 de junio de 1816 y depositó una estatuilla de plata como ofrenda votiva. Esta estatua se fundió algunos años más tarde. La duquesa de Angulema, hija de Luis XVI, también subió a Nuestra Señora de la Guarda el 15  de mayo de  1823, día de un viento mistral muy fuerte. A pesar de ello, la duquesa quiso permanecer en la terraza para disfrutar de la belleza del paisaje.
En 1838 la Virgen de la Guarda tuvo otro visitante distinguido: Chateaubriand.

### Nueva estatua de plata

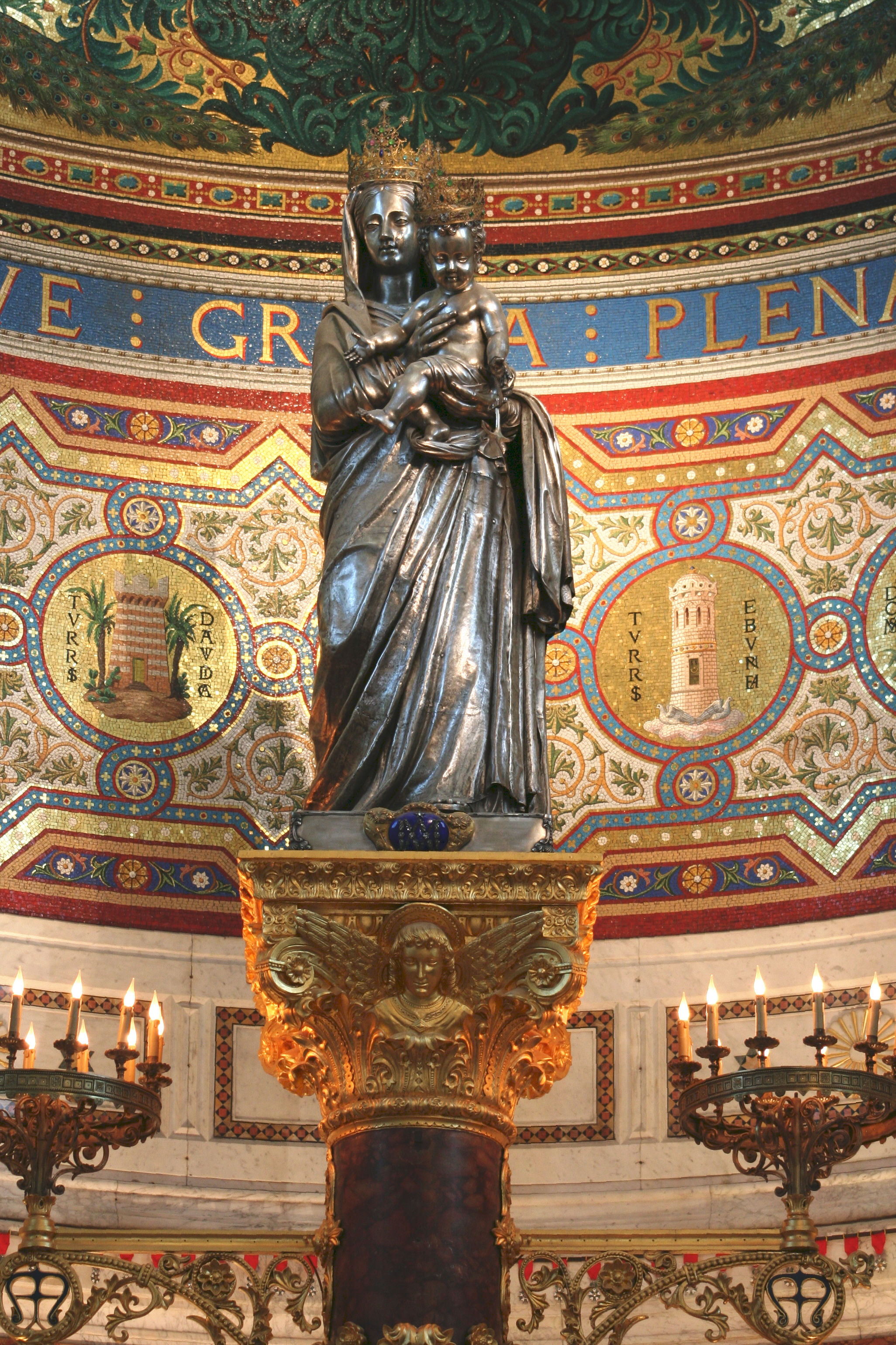
Virgen de plata en el piso superior.

Gracias a una donación de 3000 francos hecha por la duquesa de Orleans durante su visita a Marsella en 1823 y varias ofrendas más, se pudo modelar una nueva imagen de la Virgen que sustituyó a la que había sido fundida durante la Revolución francesa. En 1829 se consultó al orfebre Jean-Baptiste Chanuel, artista marsellés instalado en la cours des Dominicaines, para ver si podría hacer esta estatua a partir de un modelo creado por el escultor Jean-Pierre Cortot. Después de cinco años de trabajo (1829-1834) el orfebre marsellés la terminó mediante un proceso muy delicado de repujado a martillo. El 2 de julio de 1837 se bendijo la estatua por el obispo Fortuné de Mazenod en la «cours Belsunce» para luego llevarla a la cima de la colina de la Guarda. Sustituyó a la estatua de la «Virgen del ramo» que se donó a la Cartuja de Montrieux. Esta estatua volvió a la cripta en 1979.
Las dos estatuas de la Virgen, la del ramo y la de plata, son pues, anteriores a la basílica en la que están expuestas, ya que la primera piedra de esta se puso en 1850.

### Nueva campana

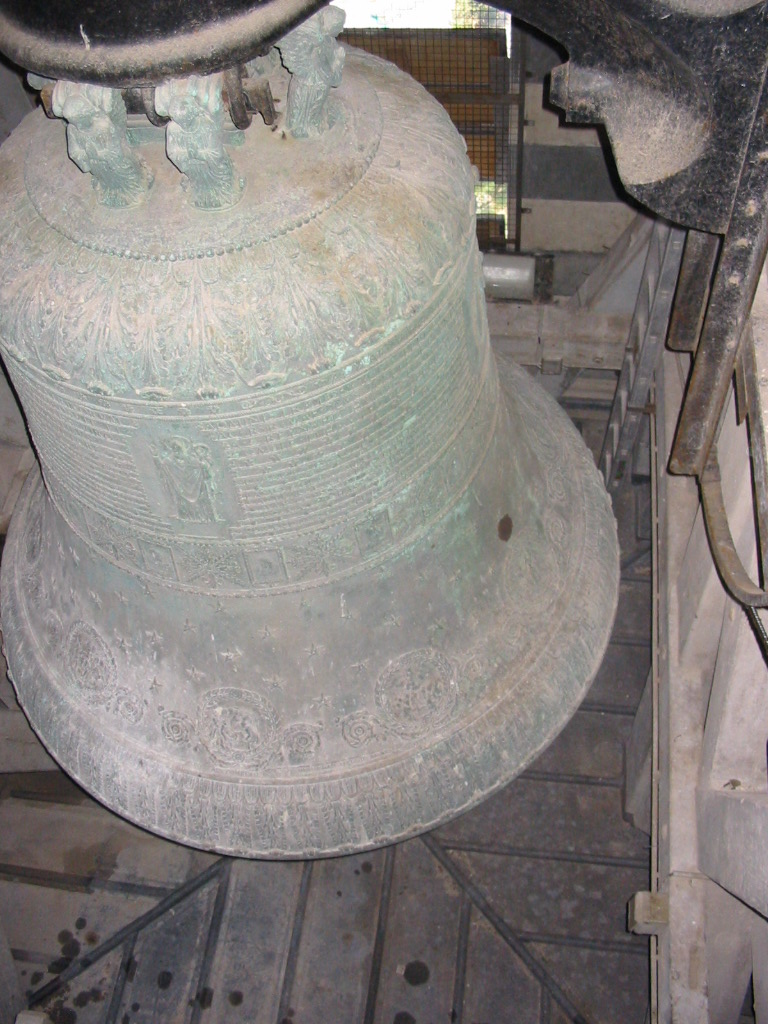
Campana de Nuestra Señora de la Guarda.

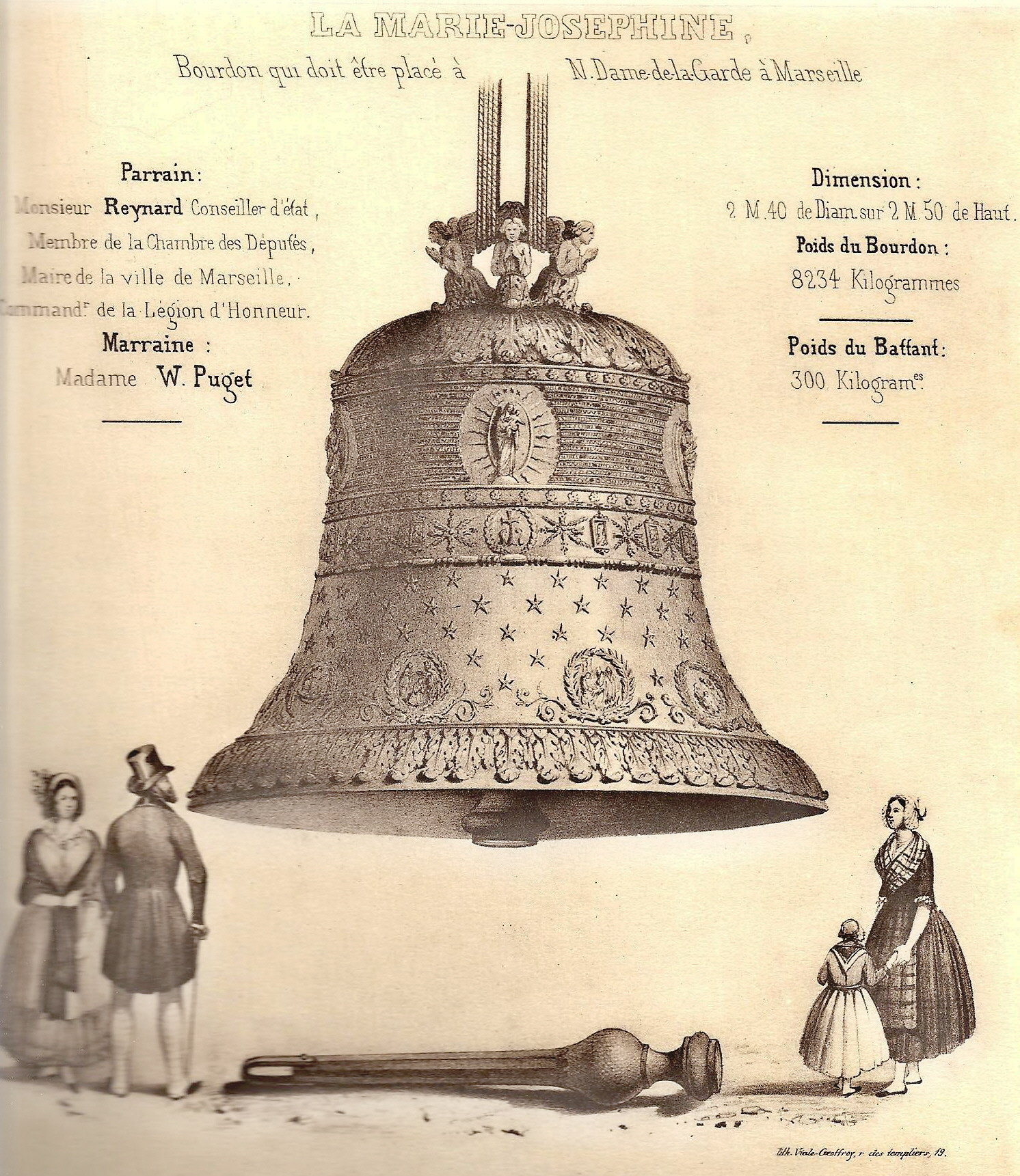
Campana litografiada en 1845.

Una vez finalizada la reconstrucción de la torre del campanario en 1843, se pudo instalar la campana, encargada al fundidor lionés Gédéon Morel, que se le pagó mediante una suscripción popular. Fue fundida el 11 de febrero de 1845 y llegó a Marsella el 19 de septiembre de 1845. Se llevó hasta la explanada de Saint Michel, que está en la place Jean-Jaurès, donde el obispo Eugenio de Mazenod la bendijo el domingo 5 de octubre de 1845 y le impuso el nombre de «Marie Josephine». El padrino fue André-Élisée Reynard como alcalde de Marsella, que ostentaba la condecoración de la Legión de Honor. La madrina fue la esposa del armador, Puget Wulfran, de soltera Canaple. Sus nombres permanecen grabados en la campana.
El 7 de octubre la campana, que pesa 8234 kg, se colocó en un carro tirado por dieciséis caballos y el trayecto de subida a la basílica recorrió la plaine Saint-Michel, la rue Thiers, la calzada Léon Gambetta, la rue Tapis Vert,  la cours Belsunce, la rue Canebière, la rue Paradis y la rue de Pierre Puget. El convoy se reforzó más adelante con diez caballos, por lo que el número de ellos ascendió a veintiséis. El 8 de octubre de 1845 empezó el ascenso a la colina y tuvo que contarse con la ayuda de tornos y cabrestantes. La ascensión se prolongó hasta el viernes 10 de octubre, día de llegada a la fortaleza, y se colocó en su sitio el miércoles 15 de octubre. Sin embargo, los primeros tañidos no se oyeron hasta el 8 de diciembre fiesta de la Inmaculada Concepción. Al igual que las estatuas de las vírgenes existentes dentro de la basílica, es anterior a la construcción del edificio actual cuya primera piedra se colocó en 1850 tal y como se señaló más arriba.
Las dimensiones y características más importantes de ella son las siguientes: diámetro: 2,40 m; altura: 3,50 m; badajo: 300 kg; peso: 8234 kg.
En esta ocasión el poeta Joseph Autran compuso un poema que termina de la siguiente forma:

Chante, vaste bourdon ! chante, cloche bénie
Répands, répands à flots ta puissante harmonie ;
Verse sur la mer, sur les champs, sur les monts ;
Et surtout dès cette heure où ton hymne commence
Entonne dans les cieux un chant de joie immense
Pour la cité que nous aimons !
¡Canta, gran campana! Canta, bendita campana,
 Esparce tu poderosa armonía 
 hacia el mar, los campos, los montes; 
 y desde este momento, en que tu himno comienza 
 entona en los cielos un canto de inmensa alegría 
 para la ciudad que amamos.
Joseph Autran

## Construcción de la actual basílica

### Negociaciones con el ejército
El responsable de la capilla, el padre Jean-Antoine Bernard, pidió el 22 de junio de 1850 al Ministerio de la Guerra un permiso para reconstruir una capilla mayor. El 22 de octubre de 1850, el mismo día que abandonó sus funciones ministeriales, el general de Hautpoul, ministro de la Guerra, estimó que la solicitud era demasiado vaga e imprecisa y otorgó un acuerdo de principio pero invitó a la Comisión a que presentase un proyecto más preciso. El 8  de abril de  1851 se presentó un nuevo proyecto para la construcción de una iglesia de dimensiones más grandes que las que tenía la zona de los edificios actuales existentes y que evitaba tener en el futuro un uso militar. Con el apoyo del general Adolphe Niel, el Comité de las Fortificaciones emitió un dictamen favorable en la reunión del 7 de enero de 1852. El ministro de la Guerra concedió el permiso para construir una nueva capilla el 5 de febrero de 1852. Había luz verde para comenzar con la búsqueda de financiación y los estudios técnicos del proyecto.

### Proyecto

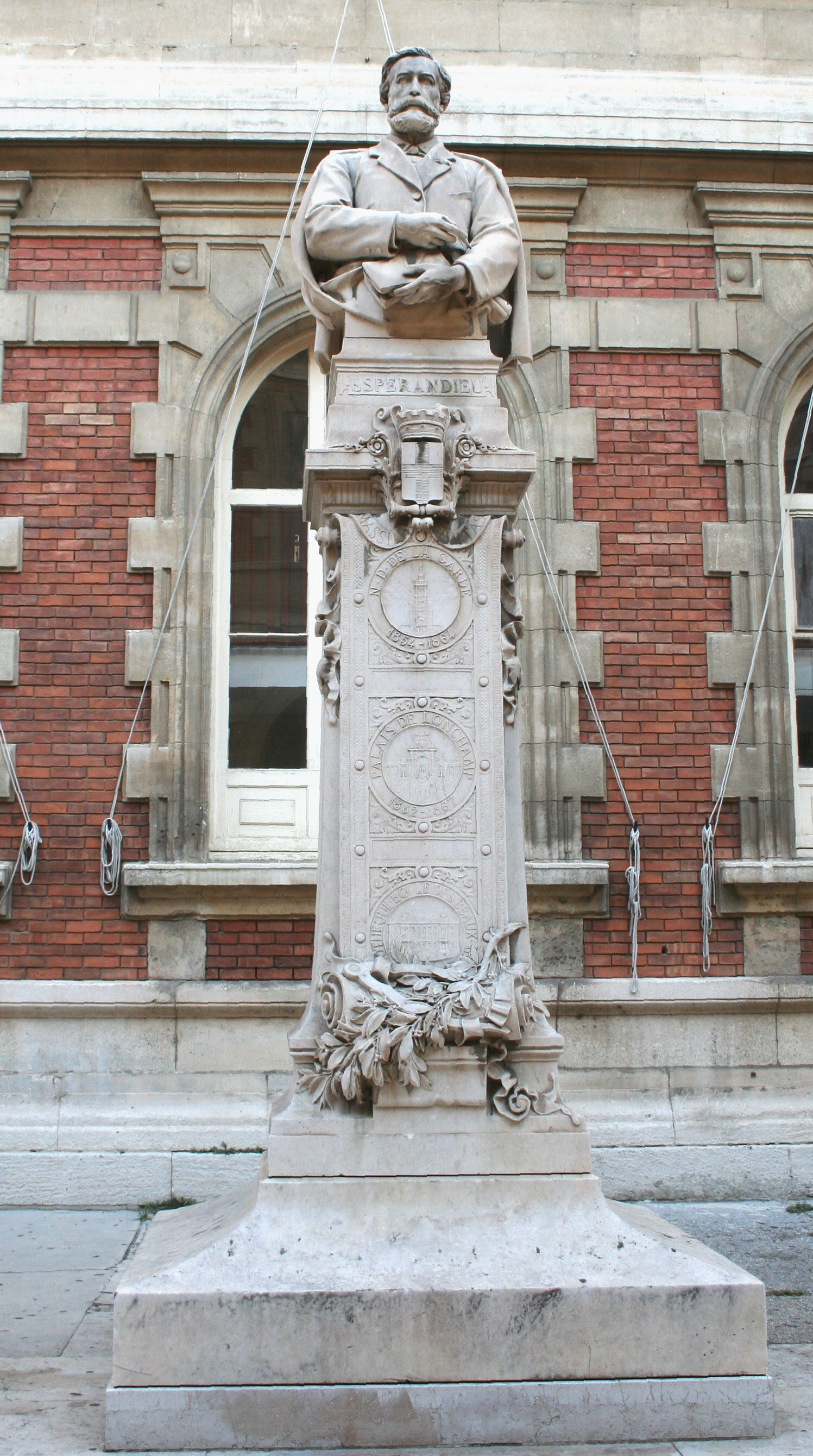
Espérandieu-Allar, arquitecto de las obras.

El 1 de noviembre de 1852 el obispo Eugenio Mazenod invitó a los fieles a realizar ofrendas para hacer frente a los gastos del ambicioso proyecto. Se encargaron estudios a varios arquitectos. El directorio de la capilla se reunió el 30  de diciembre de  1852 en presencia del obispo Mazenod. El proyecto presentado por Leon Vaudoyer, que trabajó en la catedral de Marsella, era el único que presentaba un edificio de estilo románico bizantino, mientras que los demás eran de estilo gótico. Cada proyecto obtuvo cinco votos, pero el voto del vicario era predominante, por lo que se adjudicó el proyecto a Vaudoyer si bien los planos los dibujó uno de sus alumnos, Henri-Jacques Espérandieu, de solo veintitrés años.
El 23 de junio de 1853 Espérandieu fue designado como arquitecto y puso en marcha el proyecto. Aunque era protestante, no parecía que su religión fuese una de las principales causas de las dificultades encontradas por la comisión del santuario responsable de la ejecución de la obra. Aquella decidió, sin consultar con el arquitecto y sin previo concurso de licitación, no empezar los trabajos, no para garantizar la competencia sino para confiárselos directamente el 9 de agosto de 1853 a Pierre Berenger, contratista y arquitecto de la iglesia de San Miguel, que había propuesto él mismo un proyecto neogótico y que era una persona muy cercana al obispo Mazenod. La comisión también decidió imponerle la selección de artistas tales como el escultor Joseph Marius Ramus o el pintor Karl Müller de Düsseldorf sin preocuparse si sus obras se adaptarían a la arquitectura elegida. La elección de Karl Müller no fue aceptada lo que permitió al arquitecto decidirse por una decoración de mosaicos.

### Una edificación complicada
La colocación de la primera piedra por el obispo de Marsella, Eugenio de Mazenod, tuvo lugar el 11  de septiembre de  1853. El trabajo avanzaba con lentitud y gran dificultad debido a que los cimientos debían colocarse sobre una roca muy dura, razón que supuso una gran carga económica. En 1855 se decidió llevar a cabo una lotería autorizada por el gobierno, que recaudó menos de lo esperado. Los recursos financieros eran insuficientes ya que la Comisión del Santuario había decidido aumentar la extensión de la cripta bajo el santuario de forma que, en lugar de ocupar solo la superficie bajo el coro, se extendiera bajo toda la capilla superior. A pesar de un préstamo concedido mediante un aval sobre las propiedades privadas del obispo, los trabajos tuvieron que pararse durante dos años, desde 1859 a 1861, año de la muerte del obispo Mazenod.
El nuevo obispo, Patrice Cruice, que llegó al final de agosto de 1861, relanzó los trabajos. La generosidad de los ciudadanos de todas las religiones y condiciones sociales —desde el emperador Napoleón III y la emperatriz Eugenia de Montijo, que visitaban a la Virgen de la Guardia en 9 de septiembre de 1860, hasta los más modestos marselleses— permitió la terminación de las obras.
La consagración del santuario tuvo lugar el sábado 4 de junio de 1864 por el cardenal Villecourt, miembro de la Curia Romana, con asistencia de cuarenta y tres obispos. En 1866 se colocó el mosaico del pavimento en la iglesia superior y quedó terminado el campanario cuadrado; el badajo se instaló en octubre del mismo año.

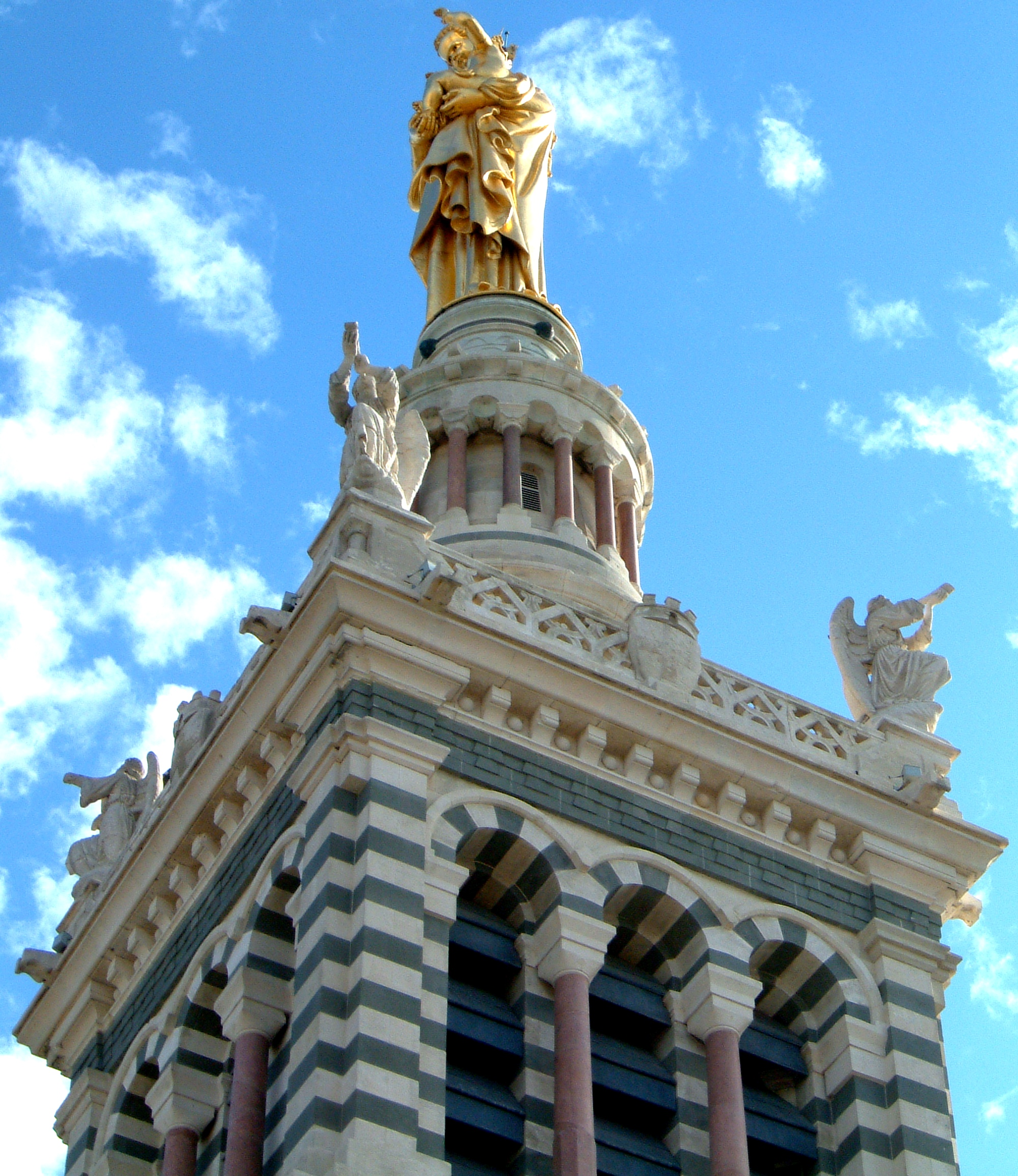
Basílica de Nuestra Señora de la Guarda

En 1867 se construyó en el campanario de planta cuadrada, un pedestal cilíndrico para servir de base a la monumental estatua de la Virgen. La financiación de la estatua se llevó a cabo con el apoyo económico de los ciudadanos de Marsella. Los bocetos de la estatua, hechos por tres artistas parisinos Eugène-Louis Lequesne, Aimé Millet y Charles Gumery fueron revisados por un jurado compuesto por el arquitecto Espérandieu; Antoine Theodore Bernex, alcalde de Marsella; Jeanron, director de la Escuela de Bellas Artes; Bontoux, profesor de la Escuela de Escultura y Luce, presidente de la Corte Civil y administrador del santuario de Nuestra Señora de la Guarda. El proyecto se le adjudicó a Lequesne.

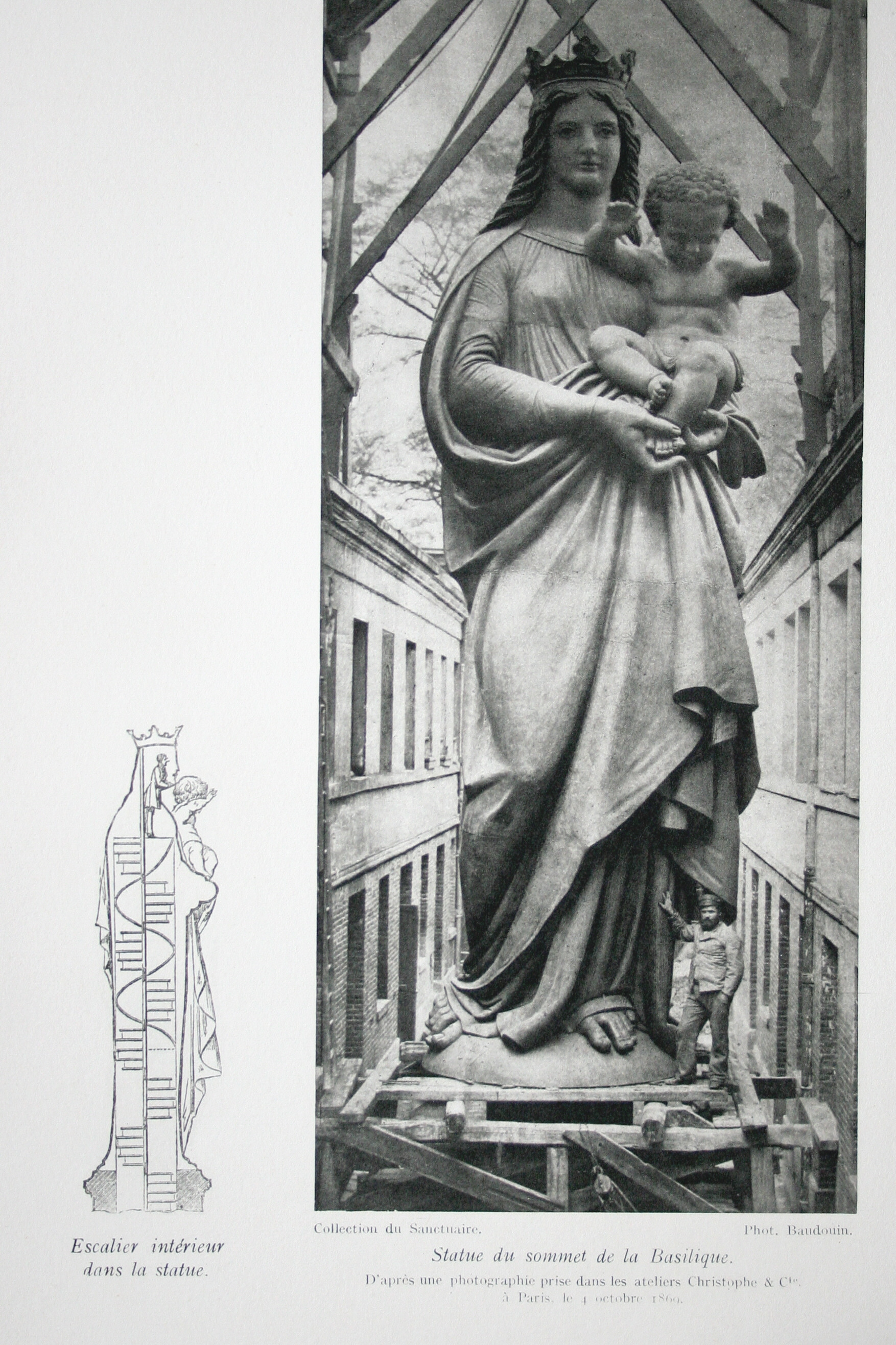
Virgen de la Guarda;cúpula.

Por razones de coste y peso, se eligió el cobre como el material más adecuado para hacer la estatua. Se empleó para su realización un método novedoso para aquellos tiempos: la galvanoplastia, «el arte de moldear sin la ayuda de fuego».  De acuerdo con un informe científico del 19 de noviembre de 1866, el uso del cobre galvánico ofrece una reproducción perfecta y una solidez que no deja nada que desear sobre otros sistemas. Solo Eugène Viollet-le-Duc pensaba que los productos de galvanoplastia no resistirían mucho tiempo la atmósfera tan agresiva de Marsella. Espérandieu mandó realizar la estatua en cuatro partes debido a las dificultades de ascenso a la colina y a la parte superior de la torre del campanario. Insertó en el centro de la escultura una gran barra de hierro, núcleo de una escalera de caracol cuyo eje era dicha barra, para acceder a la cabeza de la Virgen con vistas al mantenimiento y la contemplación del paisaje. La estatua la soporta una estructura metálica que, además, consolida todas sus partes, incluso permite arriostrarla a la estructura principal de la torre. La construcción de la estatua se hizo en los talleres Christofle y se terminó en agosto de 1869. Para que todo funcionase bien, se tuvo que hacer uso de cuatro cubas electrolíticas que contenían 90 000 l de una solución de sulfato de cobre; los moldes redondos estaban reforzados con gutapercha armada, cuyo peso era de 1500 kg.
Las primeras partes se terminaron hacia el 17 de mayo de 1870 y la consagración se hizo el 24  de septiembre de  1870, pero sin brillantez, ya que la derrota ante los ejércitos prusianos todavía era recordada por los asistentes. La estatua estaba recubierta de pan de oro y se necesitaron 500 g de oro que fueron renovados, por fases, en 1897, 1936, 1963 y 1989.
En marzo de 1871 se formó en Marsella, a instigación de Gaston Crémieux, la Comuna revolucionaria de Marsella. Ayudados por Garibaldi los revolucionarios se apoderaron de la Prefectura des Bouches-du-Rhône e hicieron prisionero al prefecto. El 26  de marzo de  1871 el general Henri Espivent de Villesboisnet se replegó a Aubagne pero no comenzó la reconquista de la ciudad hasta el tres de abril. Los insurgentes, refugiados en la prefectura, estaban bajo el fuego de las baterías instaladas en el Fuerte de San Nicolás y en los altos de la Basílica de Nuestra Señora de la Guarda. Los insurgentes se rindieron el 4 de abril y decían que la Virgen había cambiado de nombre y que desde ahora se llamaría «Nuestra Señora de las Bombas».
Después de la muerte de Espérandieu el 11 de septiembre de 1874 se encargó a Antoine Henri Révoil la decoración interior de la basílica, en particular la realización de los mosaicos. La construcción de los mosaicos del altar principal y del presbiterio se llevó a cabo en 1882. El 5 de junio de 1884 se produjo un incendio que destruyó el altar y el mosaico del coro y resultó afectada la estatua de plata de la Virgen. La estatua y los mosaicos se restauraron así como el altar principal, que se reconstruyó según los planos de Révoil. El 26 de abril de 1886 el cardenal Lavigerie consagró el nuevo altar.
En 1886 se instalaron en el coro unas mamparas hechas de madera de nogal y los últimos mosaicos de las capillas laterales se colocaron en sus sitios correspondientes durante el periodo que va desde 1887 hasta 1892. En 1897 se instalaron las dos puertas de bronce de la iglesia superior y el mosaico que la rodea por encima; la estatua de la virgen se redoró por primera vez. La construcción de la basílica duró por tanto más de cuarenta años.

## Funicular

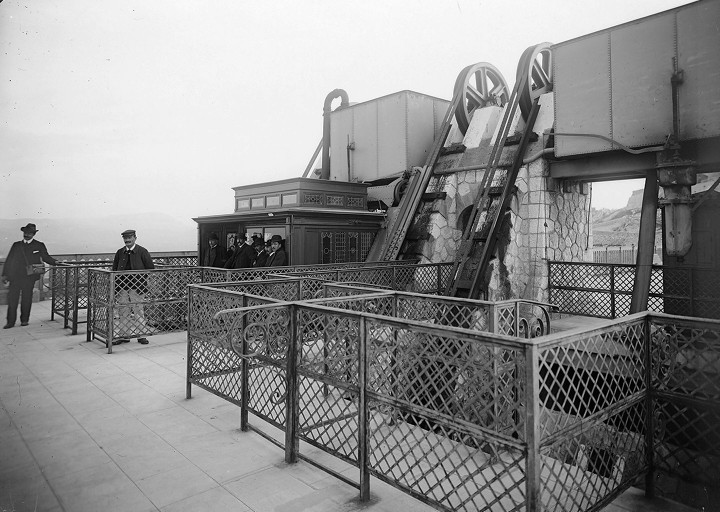
Mecanismo del ascensor.

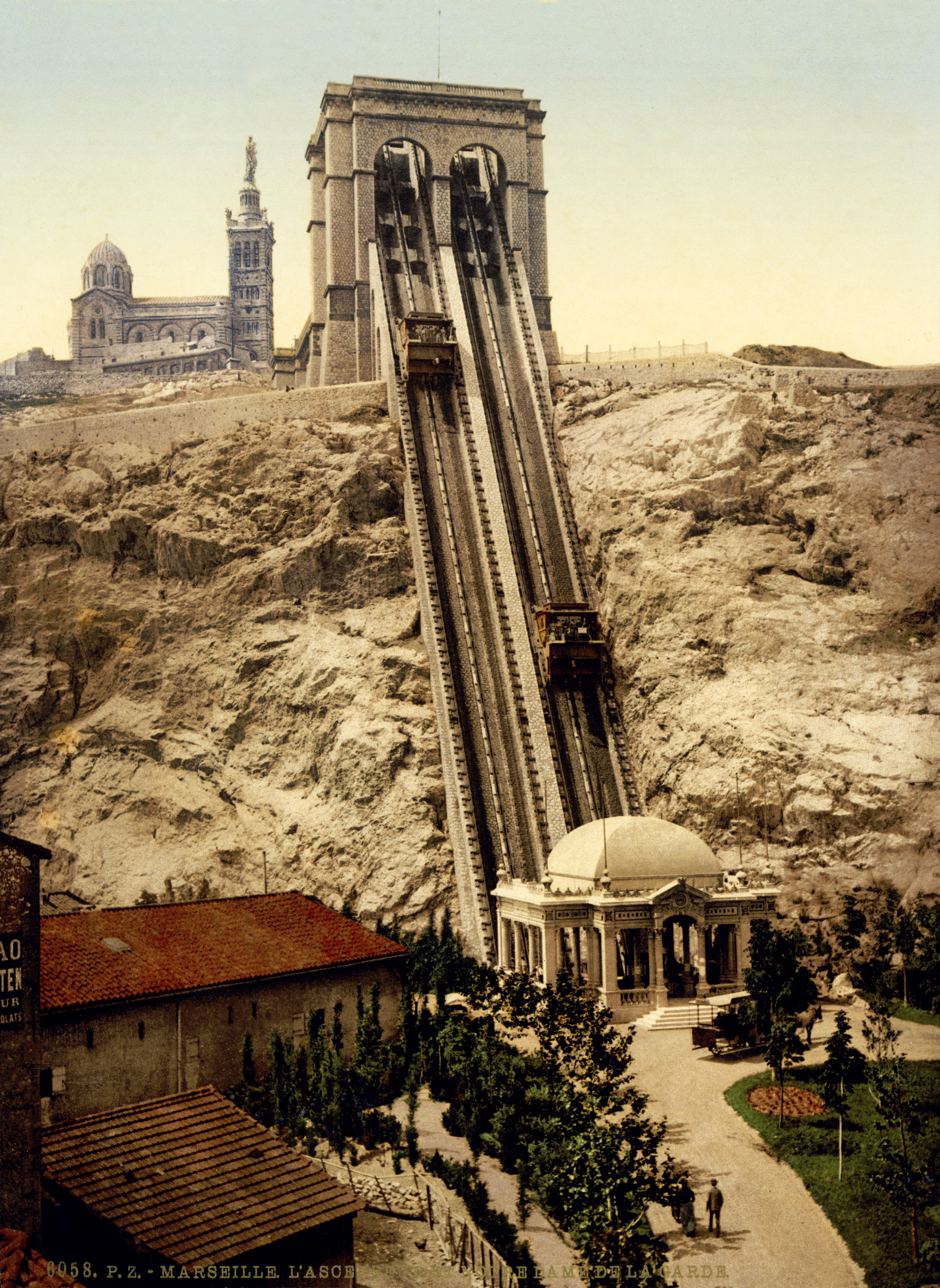
Ascensor visto desde la rue du Dragon.

En 1892 se construyó un funicular, conocido como «el ascensor», para subir hasta la basílica sin esfuerzo. La estación inferior estaba al final de la rue du Dragon y la superior tenía acceso directo a una pasarela ligeramente ascendente que llegaba a una terraza situada debajo de la basílica. Desde allí solo había unos pocos escalones para llegar al nivel de la cripta, a 162 metros de altura. El trabajo duró dos años.
El sistema del funicular consistía en dos cabinas cuyo peso muerto era de trece toneladas vacías que circulaban por dos vías paralelas equipadas con cremalleras. El movimiento se producía por un sistema llamado de «balancín de agua». Cada cabina, de dos plantas, podía llevar 50 pasajeros en total y se dotó a cada una de ellas de tanques de agua de 12 m³. Las cabinas estaban conectadas entre sí mediante un cable de sustentación; el tanque de la cabina descendente estaba lleno de agua y el de la cabina ascendente estaba vacío. Este lastre aseguraba el buen funcionamiento del sistema. La diferencia de nivel entre las dos estaciones era de 84 m. El agua del tanque descendente, al llegar a la parte inferior después de cada viaje, se bombeaba al tanque de la cabina situada en la parte superior mediante un sencillo sistema consistente en una bomba accionada por vapor con una potencia de 25 hp. La duración del trayecto era de dos minutos, pero el tiempo necesario para trasvasar el agua de un depósito a otro era de casi diez minutos, lo que obligó a espaciar las salidas, a pesar de las largas colas que se formaban con frecuencia. En un solo día, el 15 de agosto de 1892, el número de pasajeros superó los 15 000. La llegada de la era del automóvil acabó con el funicular. El 11 de septiembre de 1967 a las 18:30, el funicular cesó todas las actividades a causa de su falta de beneficios. Fue demolido tras haber transportado 20 millones de pasajeros en 75 años.

## Liberación

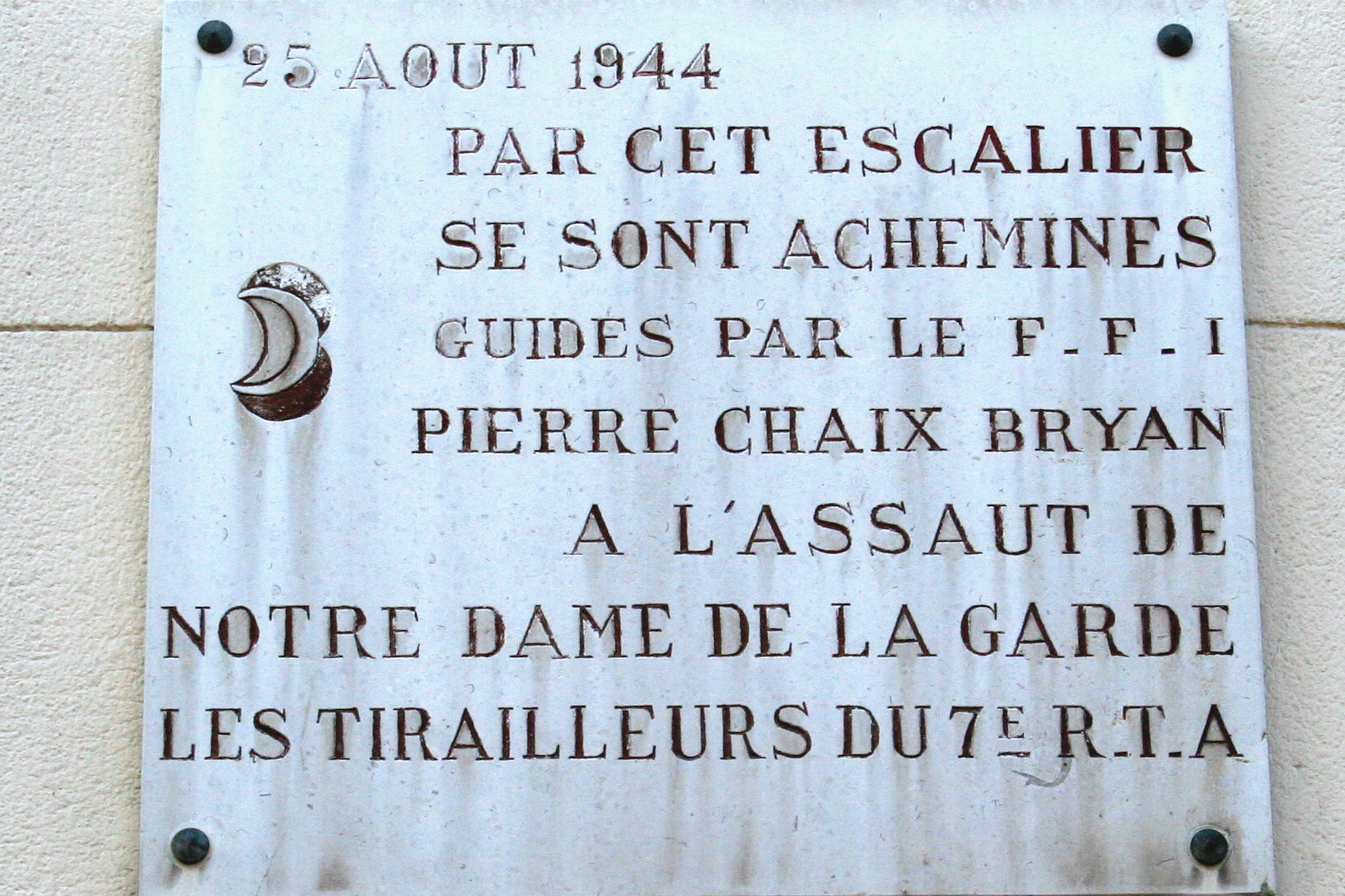
Placa conmemorativa en el número 26A de la rue Jules Moulet.

El 24  de agosto de 1944, el general Monsabert ordenó al general Sudre que tomara la colina de Notre-Dame de la Garde, cuyas rocas estaban llenas de fortines alemanes. Las órdenes fueron categóricas: «Ni bombardeo aéreo, ni empleo masivo de artillería. Esta roca legendaria tiene que ser asaltada por la infantería apoyada por carros de combate».
Sudre mandaba el primer batallón del Séptimo Regimiento de Infantería argelina, el segundo batallón del Tercer Regimiento de Infantería argelina de fusileros y una parte de la Primera División Blindada que estaba al cargo de Valentin. El ataque principal se confió a Pichavant, teniente al mando de la primera compañía del Séptimo Regimiento RTA. El 25 de agosto de 1944 a las 6:00 a. m. empezó el ataque pero las tropas avanzaban muy lentamente debido a que el fuego de los alemanes, que estaban atrincherados en la colina, obstaculizaba el avance de los soldados. Un agente de las Fuerzas Francesas del Interior, Pierre Chaix-Bryan, conocía el barrio perfectamente y sabía que en el n.º 26A de la rue Cherchel, actualmente rue Jules Moulet, había un corredor que permitía cruzar el edificio y llegar a una escalera desconocida para los alemanes. Actualmente hay una placa que recuerda este hecho. Los fusileros argelinos recorrieron las escaleras y llegaron, a las órdenes del teniente Roger Audibert, a la explanada de Cherchell. Otros soldados subieron las escaleras de acceso a Notre-Dame que partían del bulevar mismo nombre. Los atacantes de la cara norte estaban bajo el fuego que provenía de las casamatas y también por la batería de cañones del Fuerte de San Nicolás. El apoyo de los carros blindados de combate resultó indispensable.

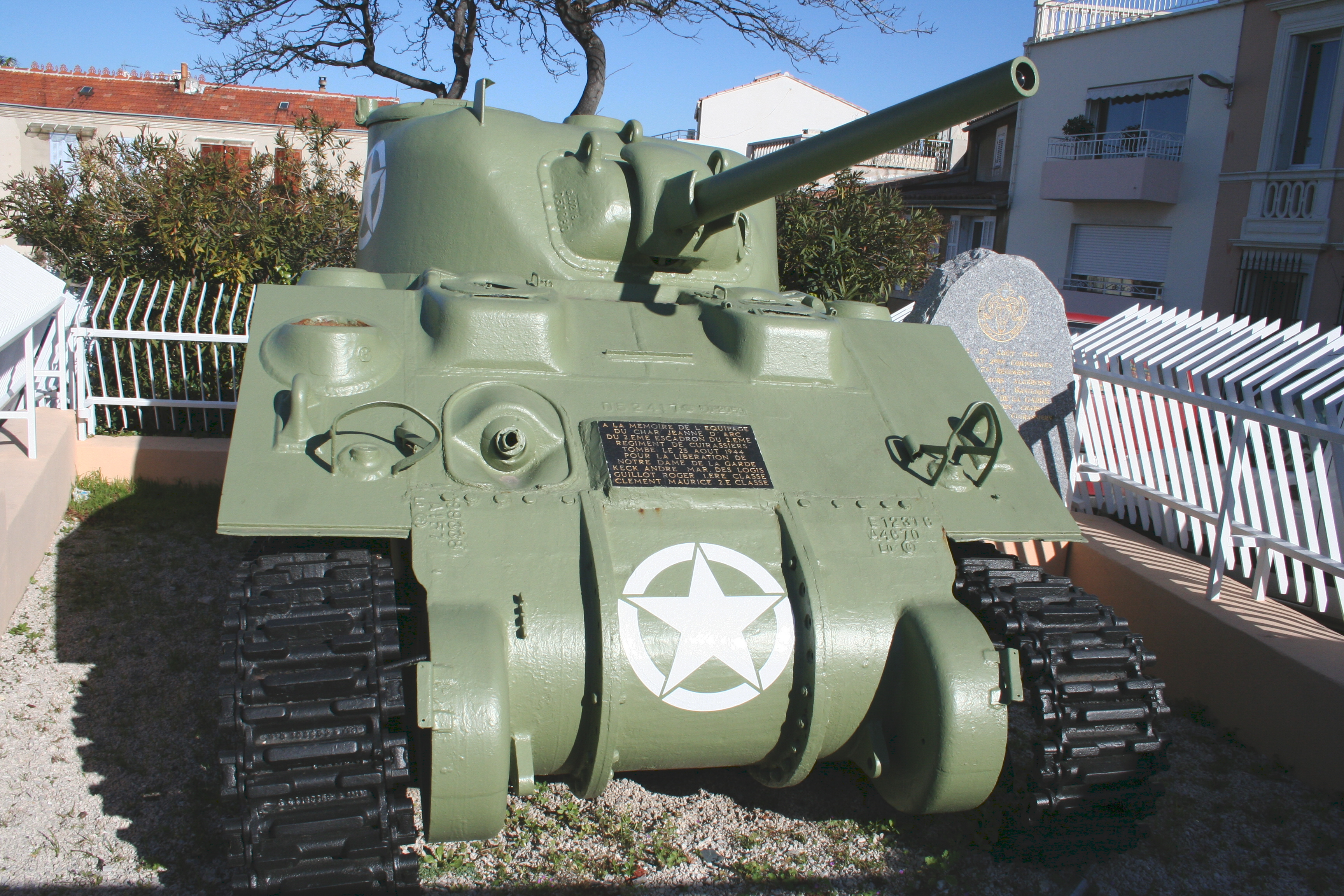
Carro de combate Juana de Arco.

A primeras horas de la tarde del 25 de agosto de 1944, los carros de combate del Segundo Regimiento de Coraceros de la Primera División Blindada asaltaban a la vez la colina desde el boulevard Gazzino, actualmente rue André-Aune y por la montée des Oblats. El carro de combate Juana de Arco fue alcanzado de pleno y se detuvo en la plaza del Coronel Eddon; sus tres tripulantes murieron. El tanque sigue expuesto al público en la actualidad. Un segundo carro de combate, el Jourdan, pasó sobre una mina pero, protegido por un afloramiento rocoso, pudo continuar disparando, lo cual tuvo un efecto decisivo en el devenir de la batalla. Un suboficial alemán especialista en lanzallamas resultó abatido por estos disparos y un joven soldado alemán inexperto activó el lanzallamas prematuramente y su fuego fue ineficaz, pero, involuntariamente identificó la ubicación de las baterías alemanas.
Los dos días siguientes, los alemanes, todavía presentes en varios lugares en Marsella, dispararon gran cantidad de obuses sobre la basílica ya que estaba en manos de los «Tiradores Argelinos». Fue alcanzada en su base por varios obuses por lo que el campanario casi se derrumbó. En algunas de las paredes exteriores de la basílica todavía hay algunos impactos de metralla.

## Arquitectura
Los diferentes elementos decorativos de la basílica son la principal característica de ella. Dentro de la iglesia la diferencia la marca el empleo los diferentes mármoles de colores especialmente el rojo de Brignoles y el blanco de Carrara en las columnas. Este mismo contraste está presente en las arcadas mediante la utilización del estuco blanco y verde. Por otro lado, la policromía obtenida mediante el uso de estos colores y los de los mosaicos dan a la basílica un carácter y aspecto alegres.
El acceso al edificio se realiza a través de un puente de 35 m de ancho que conduce a un puente levadizo que todavía se sigue levantando por las noches..  El edificio se puede ver como una sucesión de volúmenes: atrio y campanario, nave con capillas laterales, transepto, cúpula, presbiterio, coro y ábside

### Exterior

#### Campanario
La torre, con una altura de 41 m, de poderosa planta cuadrada situada sobre el pórtico de entrada, tiene dos pisos idénticos con cinco arcos que sirven de ventanas a unos pequeños balcones. El conjunto está rematado por una espadaña; cada cara tiene tres grandes conjuntos de ventanas con columnas de granito rojo situadas detrás de los amortiguadores de sonidos. El campanario alberga la campana y termina con una plataforma rodeada por una balaustrada de piedra con las armas de la ciudad en el centro de cada lado y la estatua de un ángel tocando una trompeta en cada esquina. Estos cuatro estatuas fueron esculpidas por Lequesne. Sobre la terraza de la torre se eleva un campanario cilíndrico con una altura de 12,5 m con dieciséis columnas de granito rojo sobre los que está apoyada la monumental estatua de la Virgen de 11,2 m.
Adosada a la fachada sur de la torre hay una escalera octogonal que conduce a la terraza y al interior de la torre del campanario y la estatua. Este acceso está prohibido al público. El porche de entrada da acceso a la iglesia superior pasando por unas puertas dobles de bronce diseñadas por Henri Révoil. Cada una está decorada con tres paneles superpuestos y el central lleva el monograma de la Virgen enmarcado por un círculo que representa las cuentas del rosario. El tímpano de la puerta principal está decorado con un mosaico que representa la Asunción de la Virgen inspirado en una pintura de Faivre-Duffer.

#### Fachadas laterales
El pasillo de la nave central se divide en tres partes iguales y en su centro hay ventanas para iluminar cada capilla lateral. Los pilares y los arcos son de piedra y están doveladas con colores verde y blanco alternados. Hay una especie de respiraderos que están colocados a ras de suelo para dar una cierta luminosidad a las capillas subterráneas de la cripta. La nave central está más elevada respecto a las capillas laterales, con óculos gemelos para iluminar los tres casquetes esféricos de la nave. Estos óculos no son visibles desde la terraza.

#### Transepto, cúpula y ábside
El transepto está iluminado por dos ventanas gemelas orientadas al este y al oeste coronadas por un rosetón. Sobre su eje se eleva una cúpula de 9 metros de diámetro. Esta cúpula de planta octogonal se compone de treinta y dos triángulos cuyo vértice superior es muy agudo; en la intersección de todos ellos se erigió una cruz. Cada cara del octógono tiene una ventana y cada una de ellas está flanqueada por dos columnas de granito rojo y su parte superior es un arco de medio punto que está rematada por un frontón triangular. El ábside es semicircular y está decorado con cinco arquerías ciegas, flanqueadas cada una por dos columnas de granito rojo. La construcción posterior de las dependencias de la sacristía oculta parte del ábside.

### Interior
Resulta muy notable el contraste entre la sobriedad de la cripta y la suntuosidad de la iglesia superior. La cripta, de poca altura, tiene una luz escasa, tenue y carece de decoración mientras que la parte superior está iluminada por óculos y la iglesia está ricamente decorado con mármoles polícromados y lujosos mosaicos.

#### Cripta

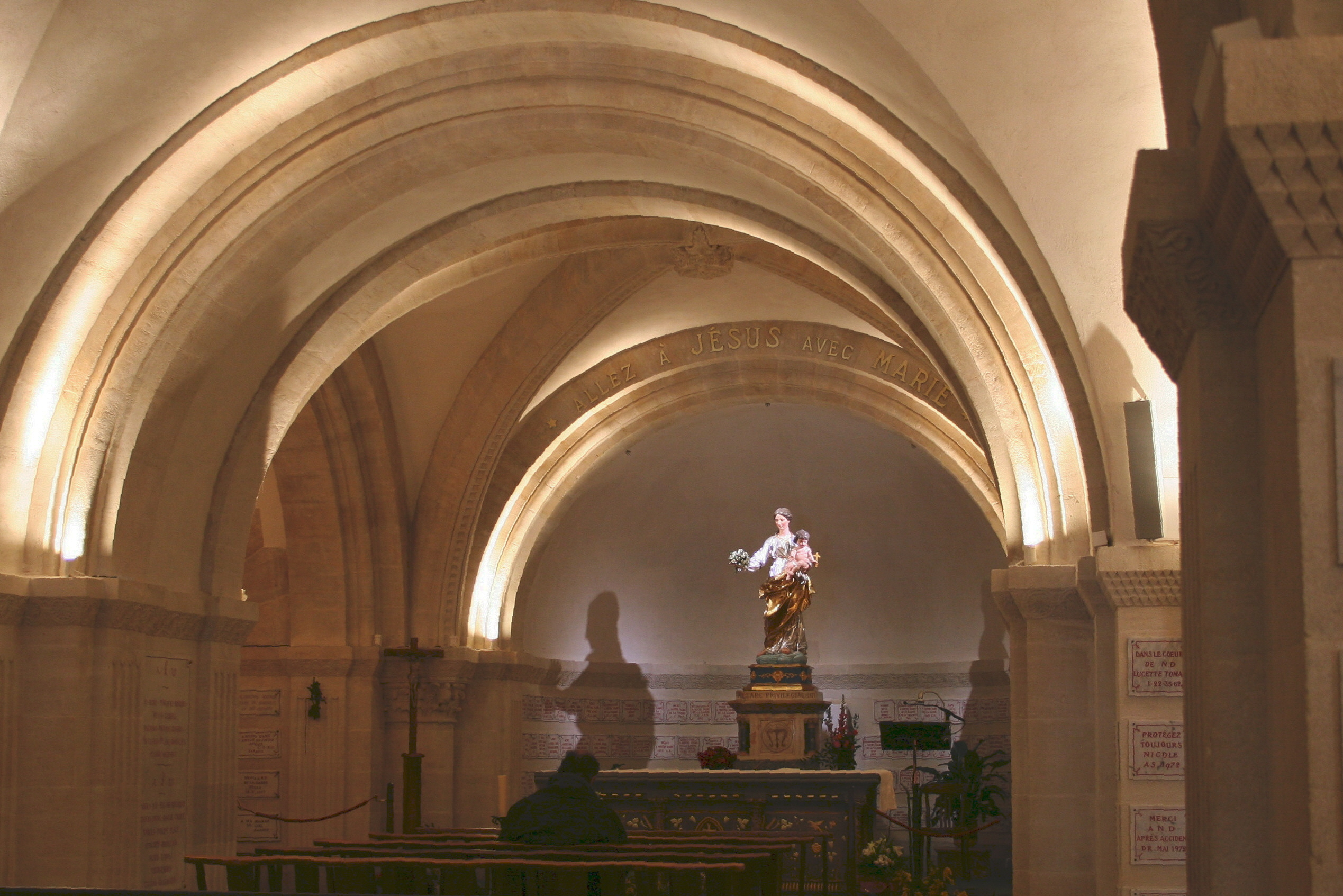
La cripta

En el atrio de entrada, situado debajo de la torre, hay dos estatuas de mármol del obispo Mazenod y del papa Pío IX, esculpidas por Ramus. En esta sala hay dos escaleras a ambos lados de la entrada que conducen a la iglesia superior. La cripta, completamente románica, consiste en una nave abovedada abierta rodeada con seis capillas laterales que coinciden exactamente con los de la iglesia superior. El altar es de piedra de Golfalina. Detrás del altar se encuentra la estatua de la Virgen con el ramo. En un lado de cada capilla se colocaron placas con los nombres de los donantes individuales que respondieron a la llamada del obispo Cruice. Dichos altares laterales están dedicados a Santa Filomena, San Andrés, Santa Rosa, Enrique II el santo, San Luis y San Benito Labre, que inspiró la conversión de Paul Verlaine. En las dos capillas del fondo, a derecha e izquierda, hay dos escaleras que conducen a la sacristía, a las galerías del coro y al altar mayor de la iglesia superior; estas escaleras no son accesibles al público.

#### Iglesia superior
Las dimensiones internas de la iglesia superior son más bien modestas. La nave tiene una longitud de 32,7 m y una anchura de 14 m. Cada capilla lateral mide 3,8 m por 5,4 m. En la iglesia superior es donde triunfa la policromía con mosaicos suntuosos, columnas de mármol y pilares alternando los colores rojo y blanco. Si para el blanco se imponía el mármol de Carrara, el contraste con el rojo requerido suponía una elección muy delicada. El arquitecto Espérandieu quería un rojo matizado para que armonizara con los mosaicos, y no se conformaba con el mármol blanco de Carrara. El marmolista Jules Cantini descubrió en un lugar llamado «las piedras bellas», en el municipio de La Celle cerca de Brignoles, un yacimiento de mármol rojo moteado de amarillo y blanco que, cuidadosamente pulimentado, satisfizo a la perfección las condiciones requeridas. La parte superior es de estuco a modo de mármol reconstituido, que fue la solución adaptada.
El área cubierta por los mosaicos de techos y paredes y del área estructural es de aproximadamente 1200 m². Se realizaron entre 1886 y 1892 por la empresa Mora con sede en Nimes. Los azulejos, venidos de Venecia, fueron fabricados por artesanos excepcionalmente experimentados. Cada panel contiene casi 10 000 unidades/m², lo que representó para la basílica cerca de 12 millones de pequeños azulejos de uno por dos centímetros cuadrados. Estos mosaicos son un conjunto excepcional por la complejidad de sus decoraciones hechas por arquitectos y pintores de renombre y la calidad de las teselas. El área cubierta por los pavimentos son de aproximadamente 380 m 2 con mosaicos romanos de diseño geométrico.

##### Nave
Tapizada de mosaicos, la nave irradia un ambiente sobrenatural teñido de orientalismo. Se cubre con tres cúpulas decoradas con mosaicos hechos de la misma manera: sobre un tapiz de flores con figuras en forma de palomas situadas en círculo alrededor de un gran florero central. Los colores de las flores son diferentes para cada bóveda: la primera de blanco y azul, y rojo para la segunda y la tercera. En las cuatro esquinas, en las uniones de la bóveda con los pilares hay unos medallones con figuras que representan pasajes del Antiguo Testamento, prefiguraciones de María. Se observan en los medallones cuatro citas, dos en griego y dos en latín.  La traducción de las inscripciones es:
- Primera cúpula: el arca de Noé, dejando el arca con el arcoíris, la Escalera de Jacob y la zarza ardiente.

«Arca que guarda el germen de la segunda creación», «Arcoíris cuyo fruto es la memoria del pacto del Señor», «La escalera de Jacob, porque es símbolo de nuestra ascensión», «Zarza ardiendo por un fuego espiritual».

- Segunda cúpula: tablas de la ley, vara florida de Aarón, candelabro de siete brazos y el incienso del templo. La traducción de las inscripciones es:

«Ley de la gracia,  nuevamente inscrita, en la que se nos revela lo que agrada a Dios», «Vara florida de Aarón, María, que dio a luz a Cristo, el verdadero padre», «Cristo, verdadero candelabro con siete luces, iluminados por un fuego inalcanzable», «Madre del incensario humeante, soberana de los Ángeles.»

- Tercera cúpula: Uva de vid, lirio entre espinas, rama de olivo con hojas de plata y palmera. La traducción de las inscripciones es:

«Vino místico que recibió el racimo de la uva de la inmortalidad», «Nacido de la semilla espinosa de los judíos, resplandeciente con pureza virginal», «En el olivar, el Espíritu trajo una señal desde arriba, anunciando la paz», «Madre nodriza como una palmera floreciente y portadora de sus frutos.»

Mosaicos de la primera cúpula
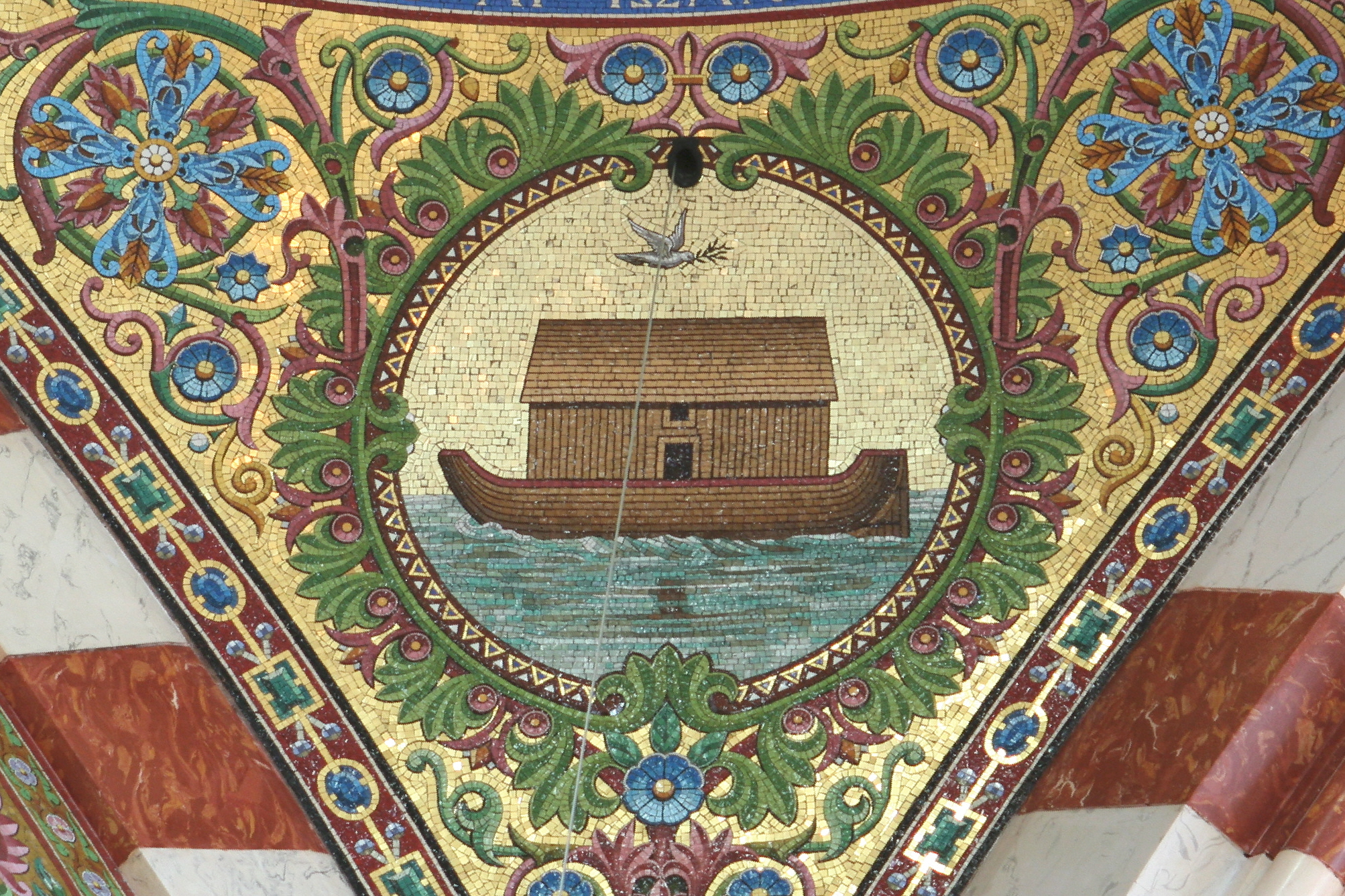
El Arca de Noé.
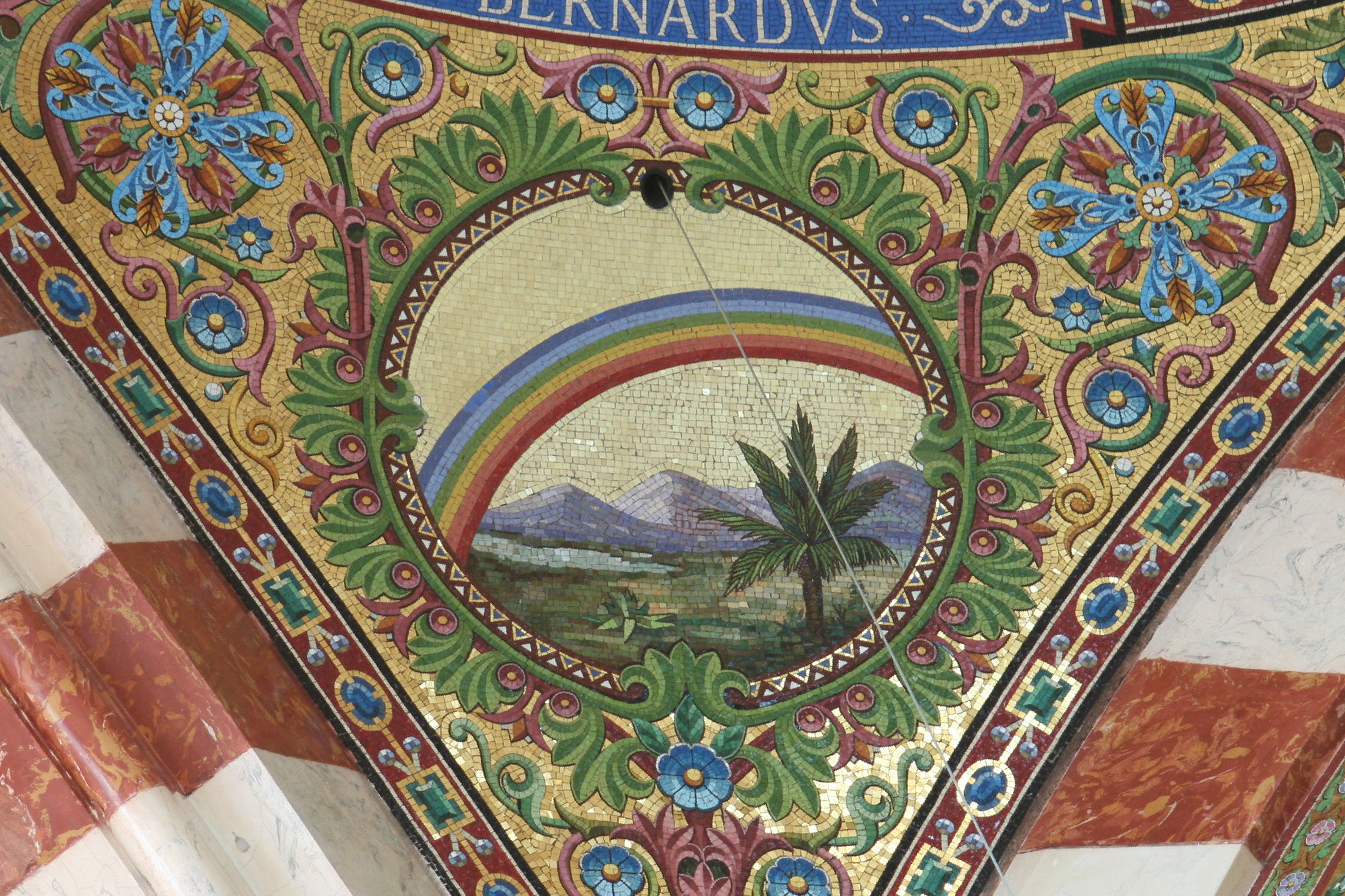
Arca después de la salida del arco iris.
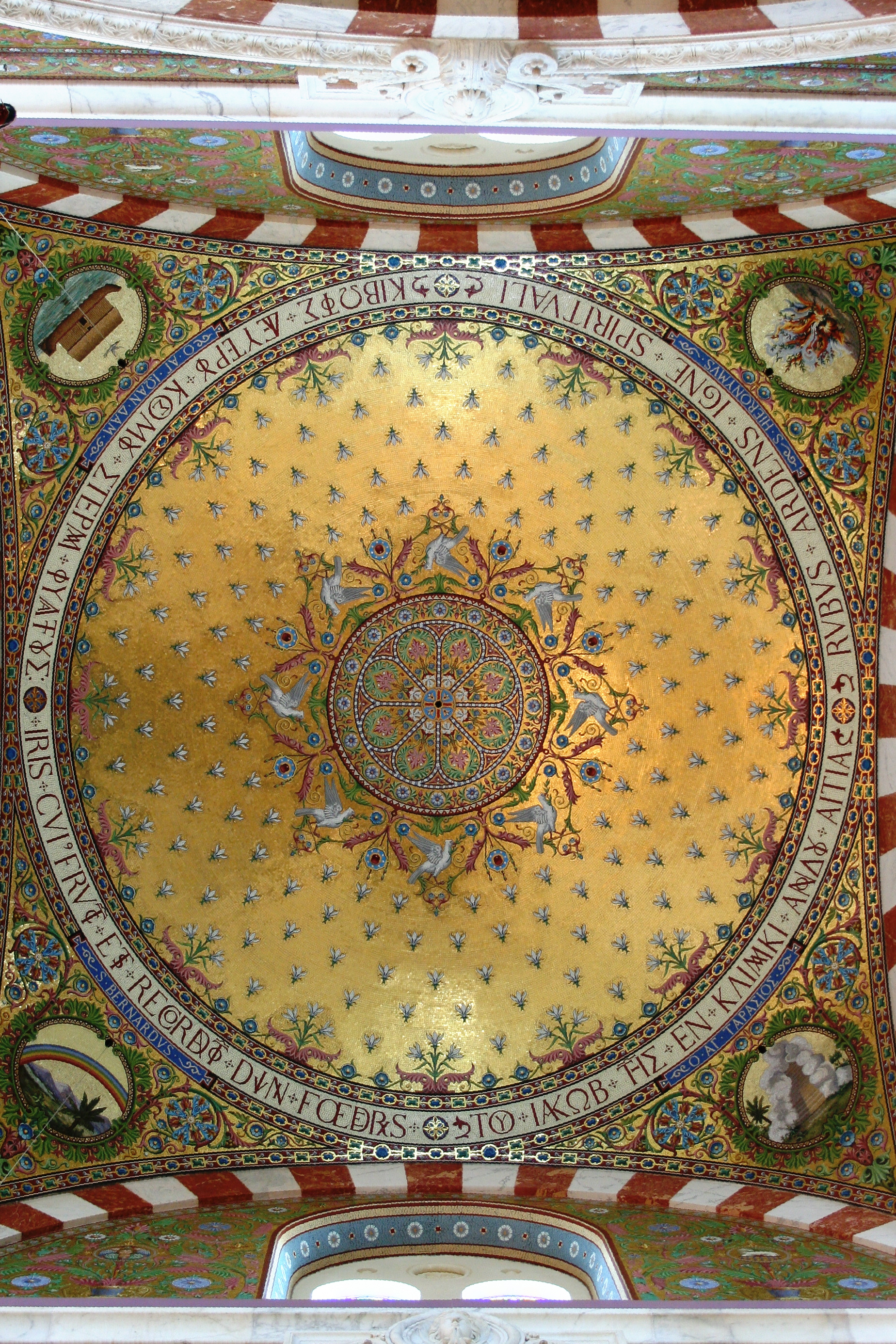
Primera cúpula.
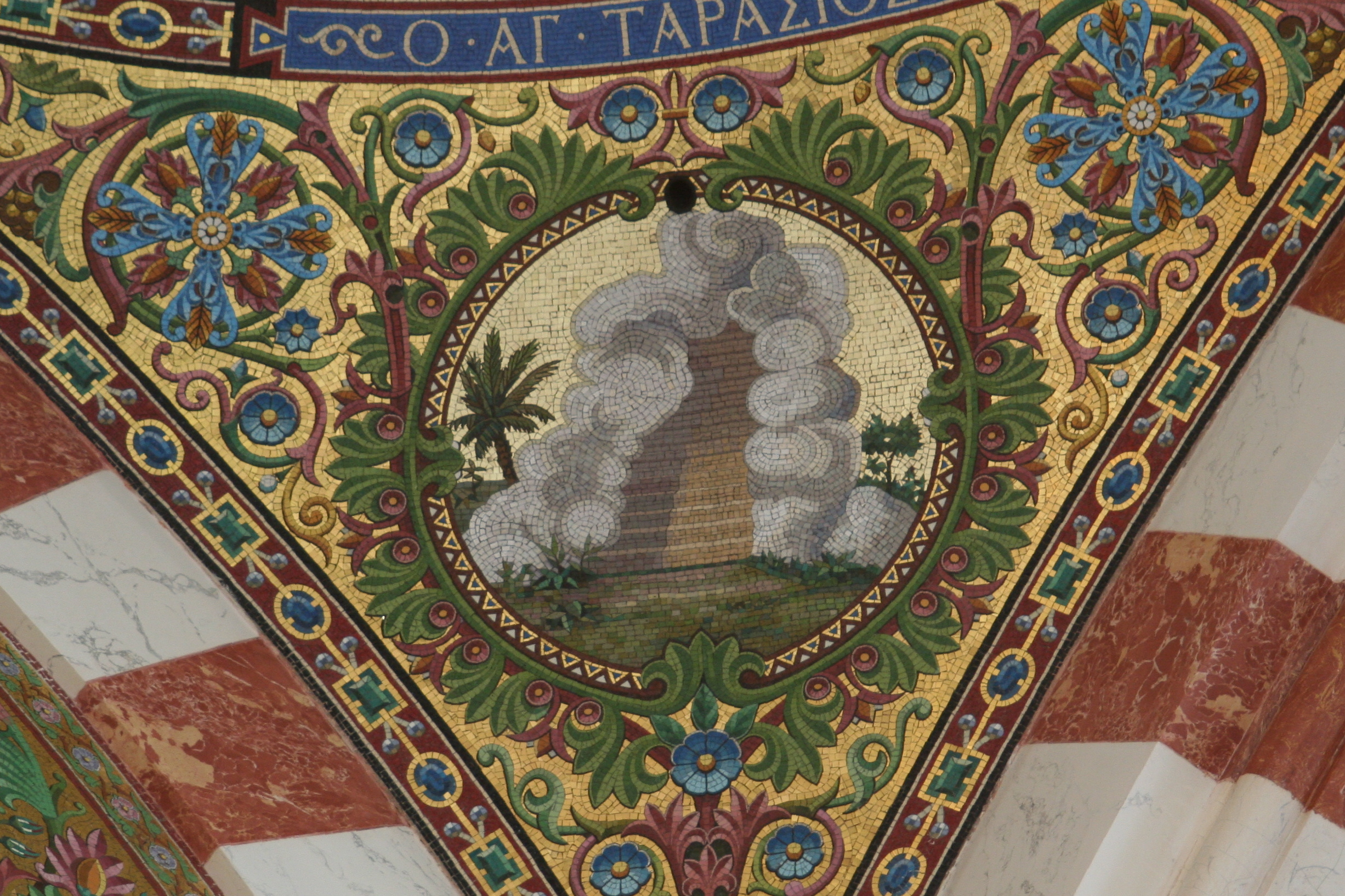
La escalera de Jacob.
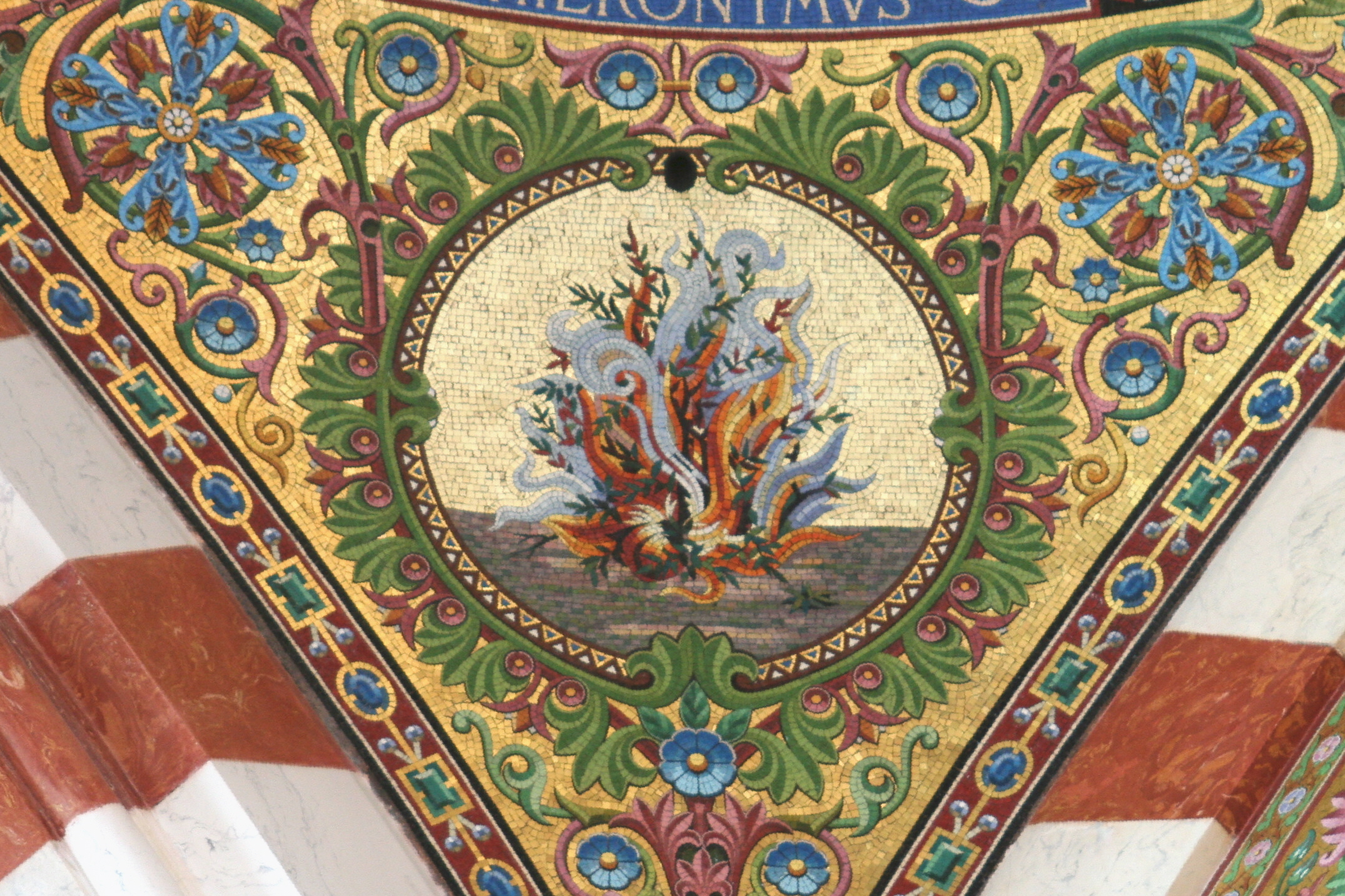
La zarza ardiendo.

##### Transepto
Las partes bajas de los dos transeptos tienen mosaicos inspirados en los que hay en Rávena en el mausoleo de la emperatriz romana Gala Placidia.  En la bóveda del crucero izquierdo del coro hay tres escudos de armas: el del papa Pío IX, el de Charles Place, Obispo de Marsella y el de la Basílica de Nuestra Señora de la Guardia. En la bóveda del transepto derecho del coro, hay también tres escudos de armas: el escudo del papa León XIII y el de Monseñor Louis Robert, Obispo de Marsella y el de la ciudad de Marsella.
Las cabeceras de las arcadas, sobre el ábside, tiene un mosaico que representa la Anunciación que el ángel hizo a María; a la derecha el arcángel Gabriel que, enviado por Dios, le dijo a María: «He aquí, que concebirás en tu seno y darás a luz un hijo y le pondrás por nombre Jesús». A la izquierda la Virgen María da su asentimiento.

Escultura y mosaicos del transepto
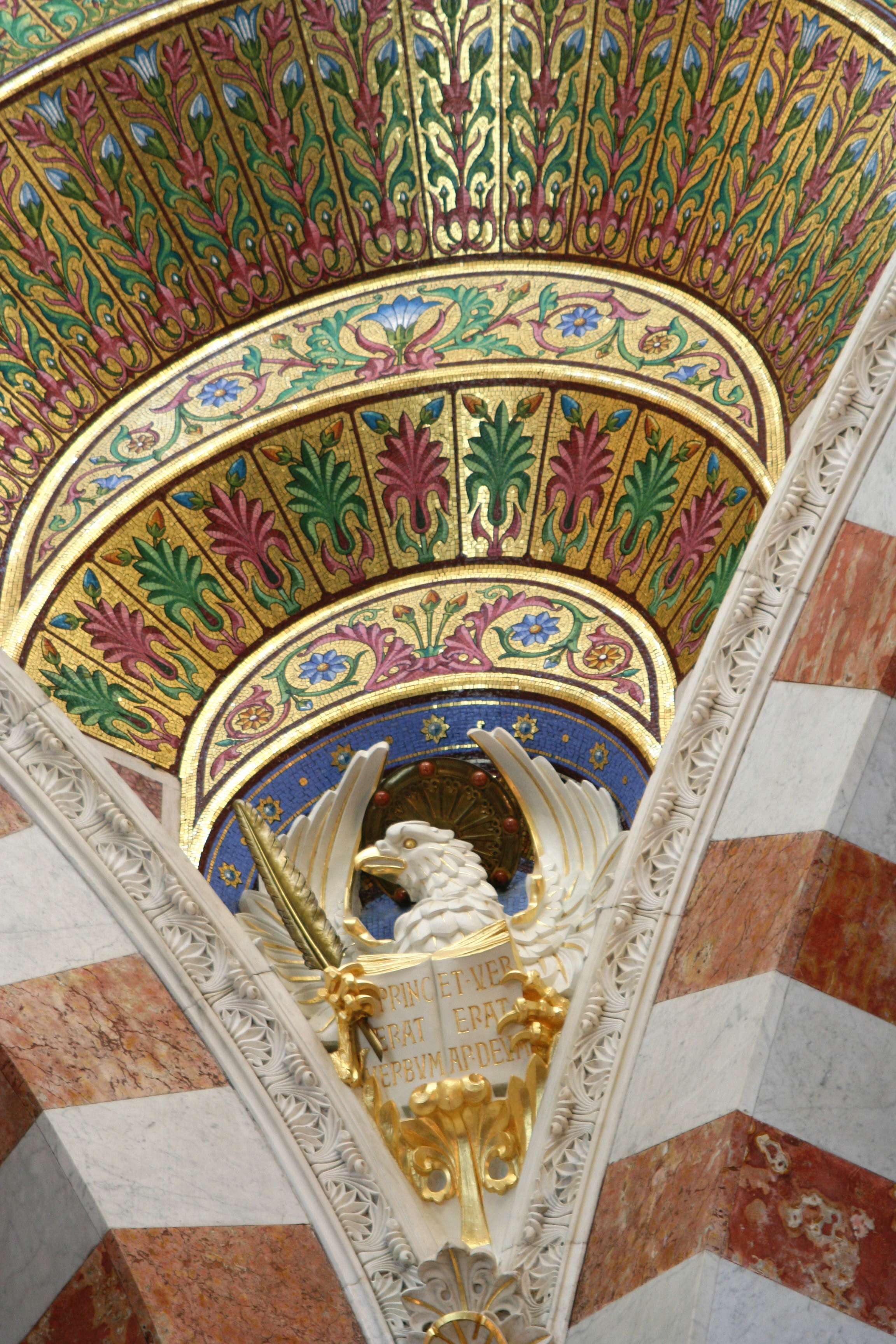
San Juan.
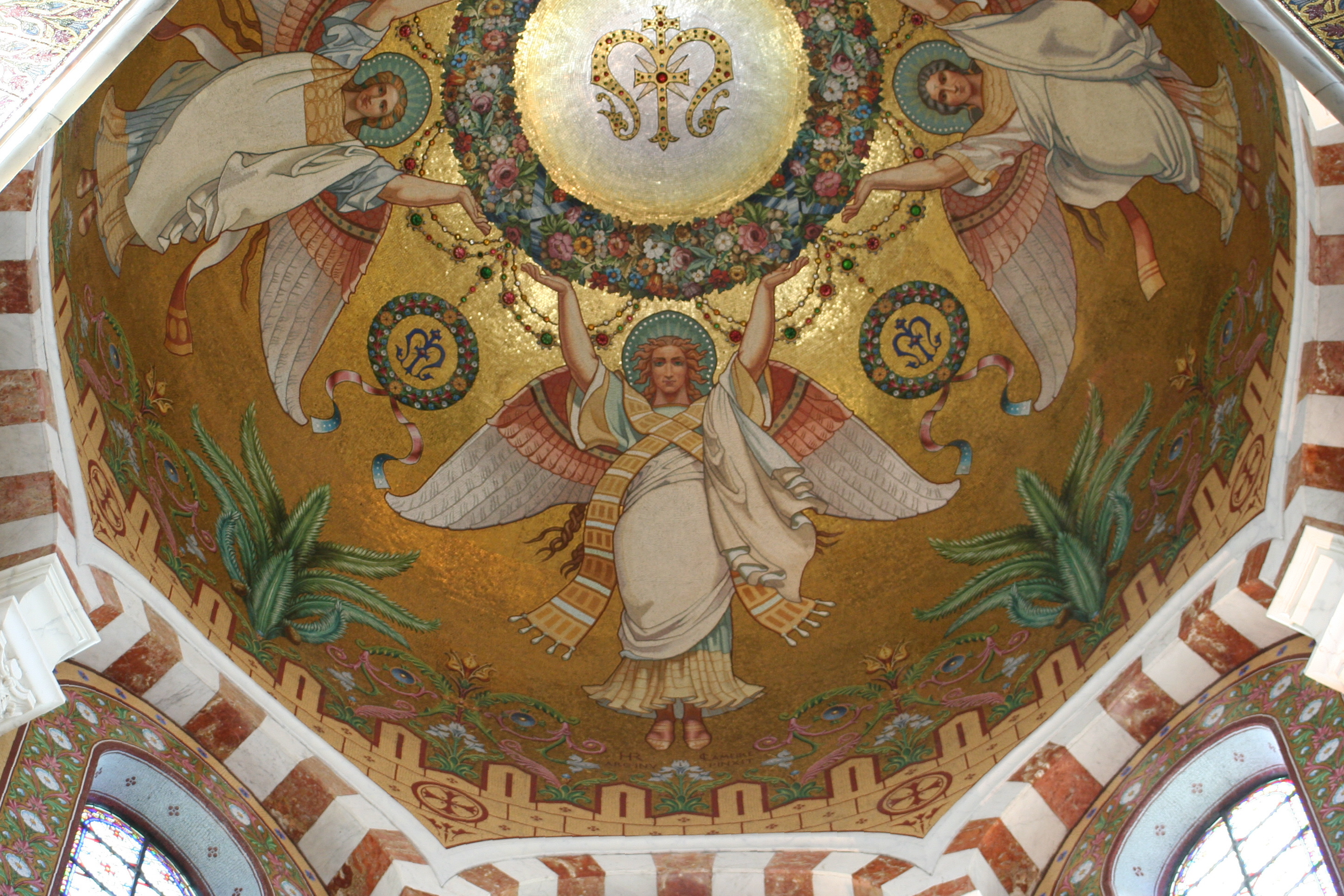
Mosaicos de la gran cúpula.
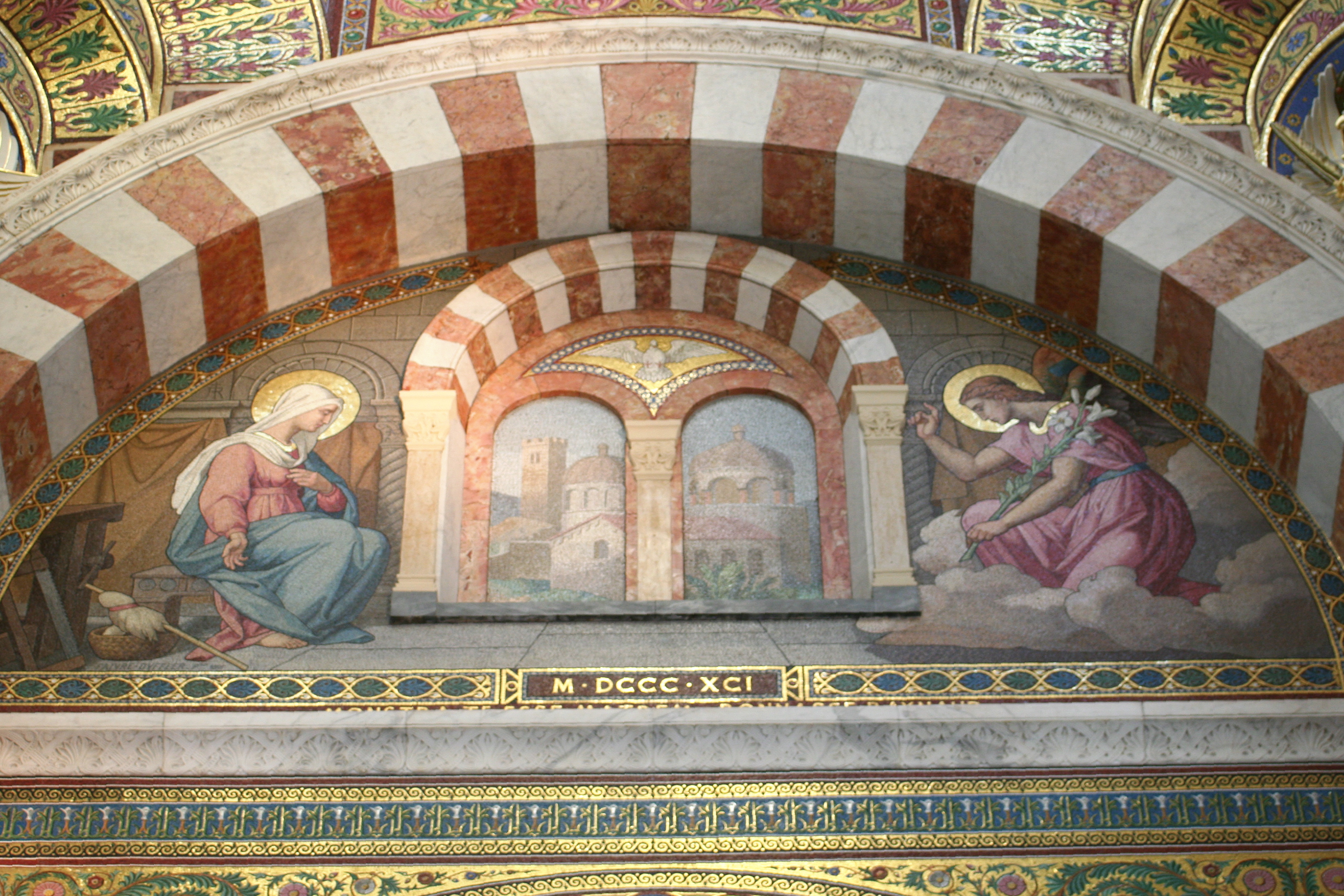
La Anunciación a María.
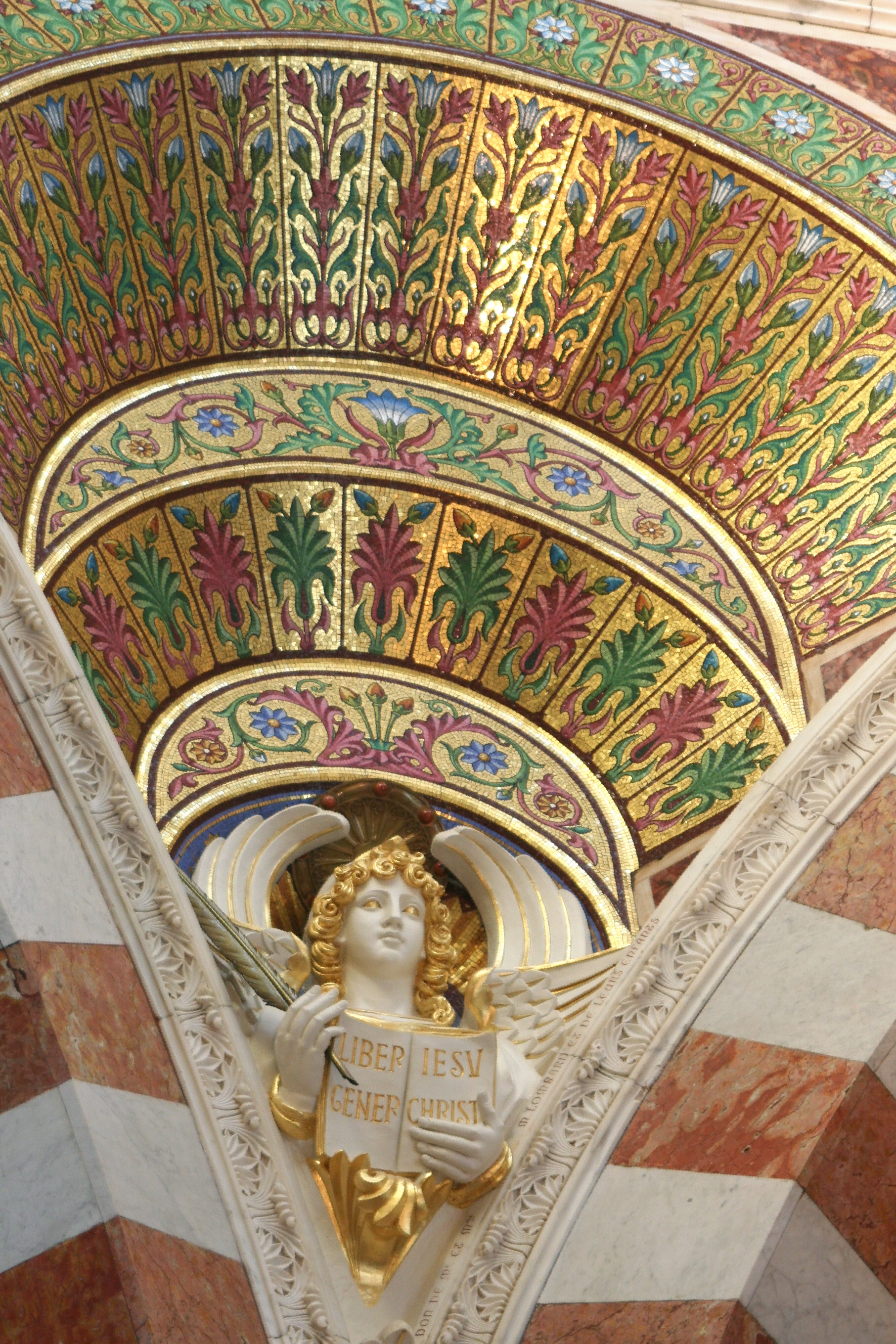
San Mateo.

##### Coro
El altar diseñado por Révoil y realizado por Jules Cantini entre 1882 y 1886 es de mármol blanco con una base de cinco arcos en bronce dorado descansando sobre pequeñas columnas de lapislázuli con una decoración de mosaico. El tabernáculo está dorado, enmarcado por dos columnas y dos paneles de mosaicos que representan a dos palomas bebiendo de un cáliz. Detrás del altar se encuentra una columna de mármol roja soportando un capitel de orfebrería sobre el cual está apoyada la estatua de la Virgen ejecutada en plata repujada a cincel por el orfebre marsellés Chanuel.
El mosaico de la base inferior del ábside representa en un medallón central una nave en mares agitados. En la vela del navío se encuentra una imagen de la Virgen y, en el cielo, una estrella con una A y una M entrelazadas (Ave María: Dios te salve María). Este medallón está colocado en el centro de una decoración suntuosa que representa un gran follaje y treinta dos pájaros. Se puede identificar el pavo real, el loro, la abubilla, el pinzón azul, garza, jilguero etc. Este mosaico tiene nueve medallones unidos por ramas de follaje que contienen las letanías de la Virgen.

Mosaicos de la zona inferior del ábside
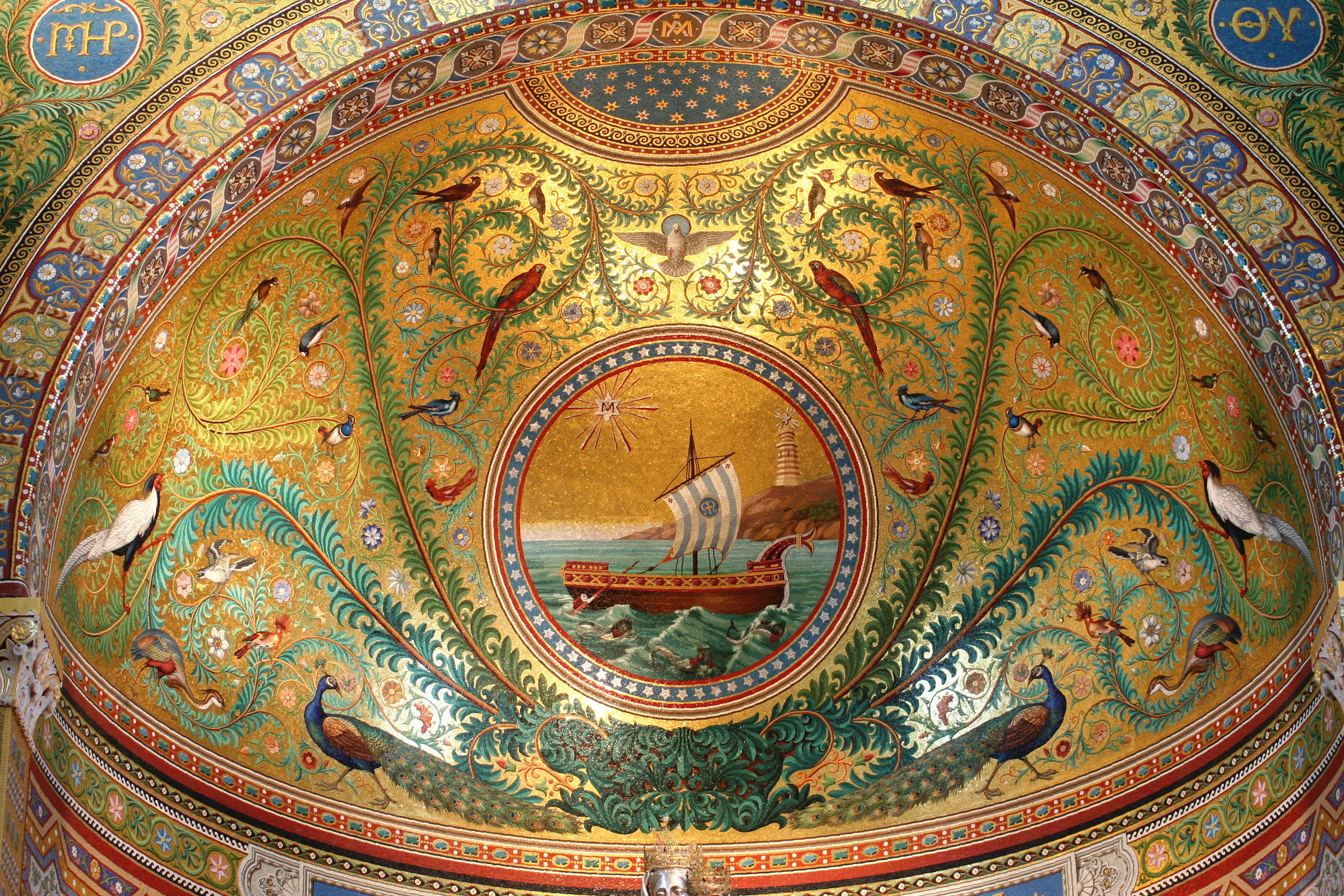
Mosaico inferior del ábside.
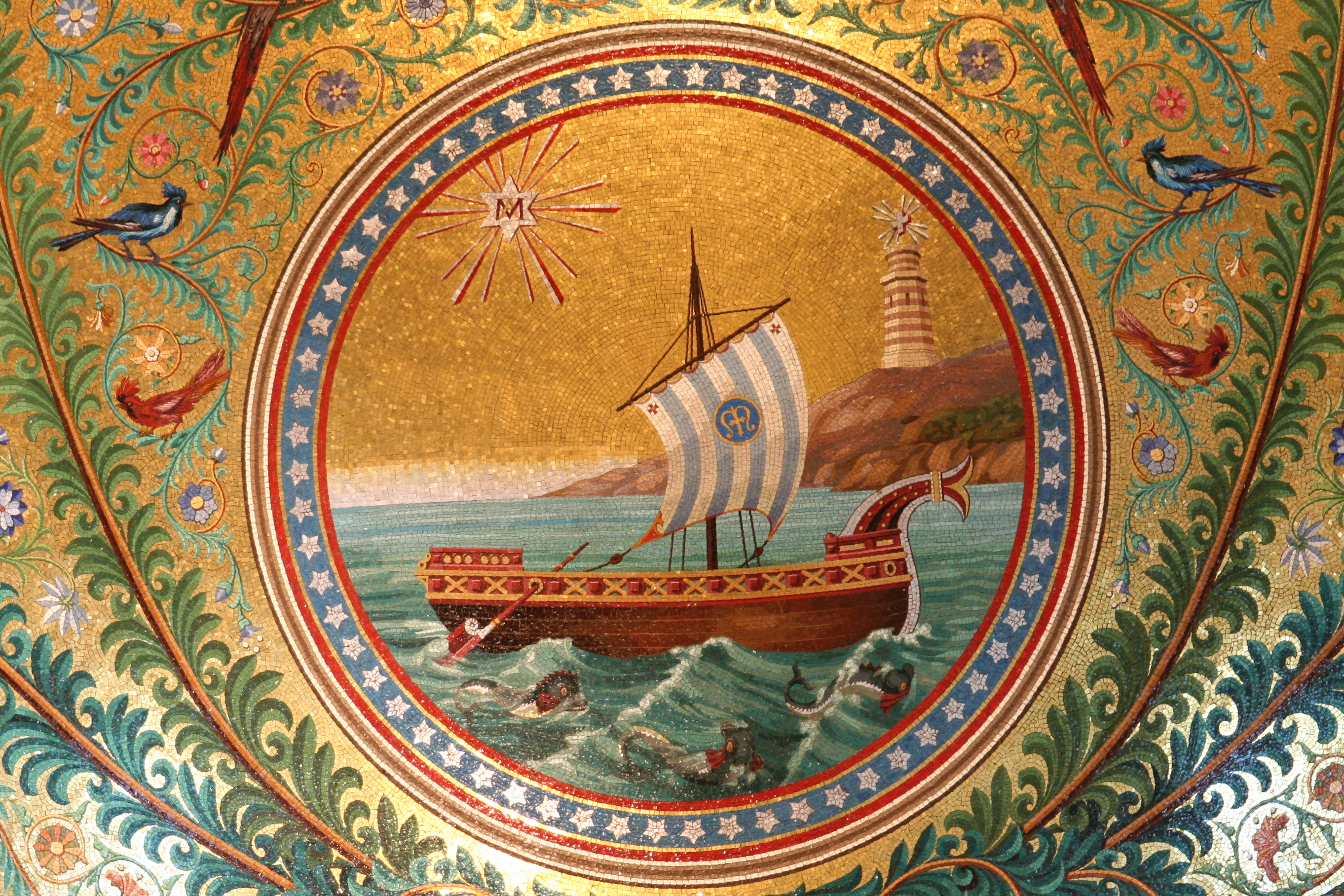
La embarcación en mar agitada.
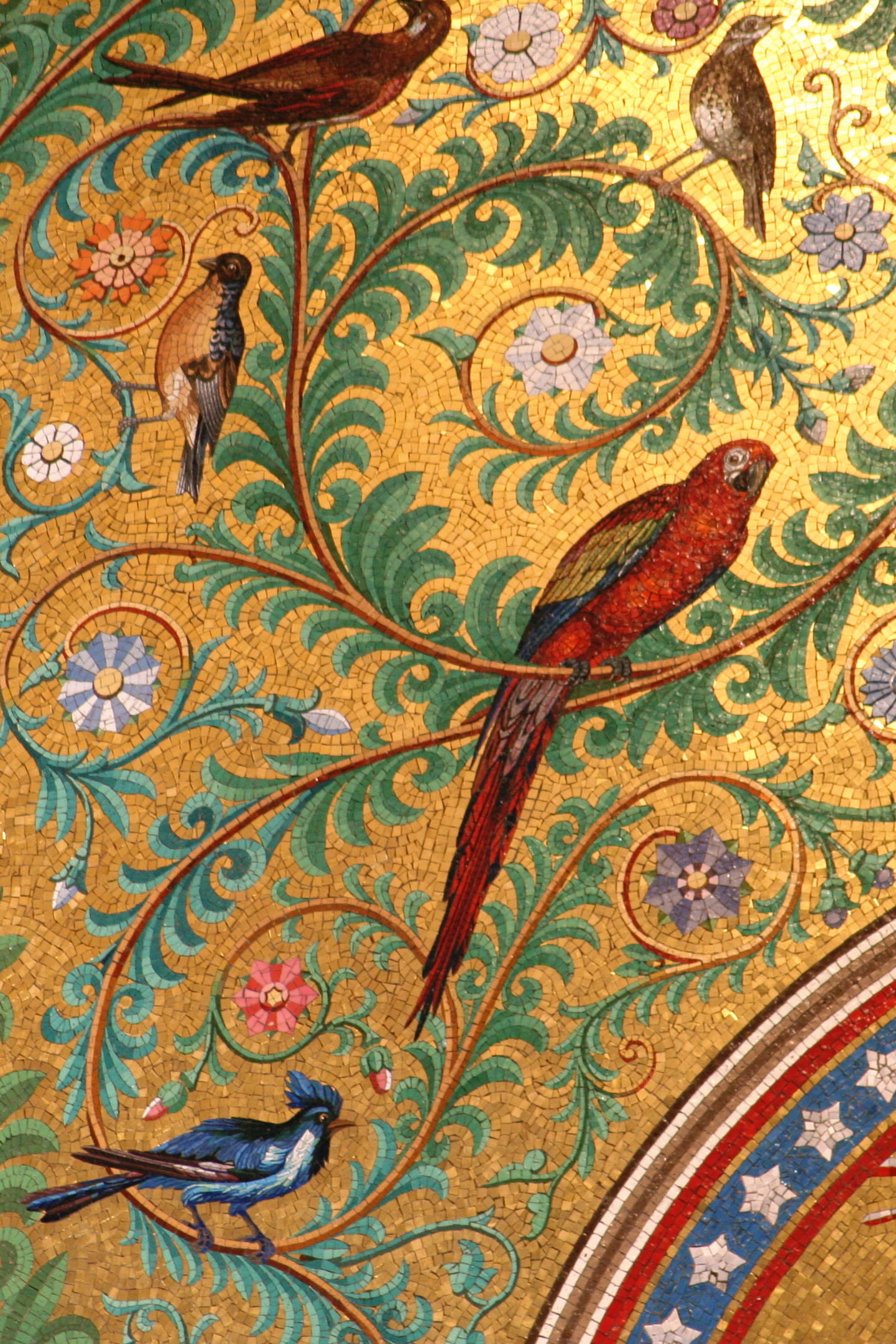
Loro.
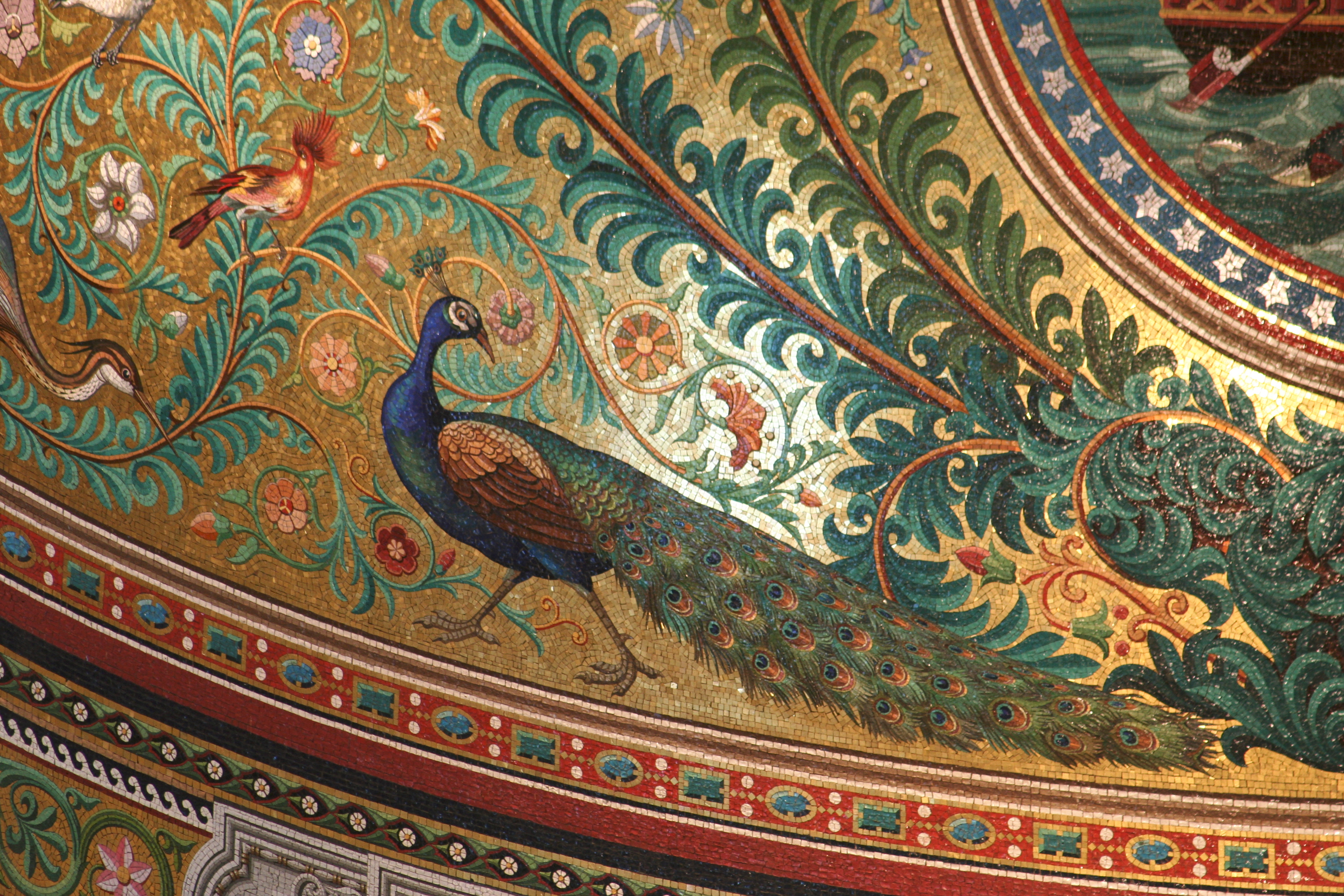
Pavo real.

##### Capillas laterales
Cada capilla lateral está dedicada a un santo. Se ven según se va al coro:
- Izquierda: san Carlos Borromeo, Lázaro y san José;
- Derecha: san Roque, santa María Magdalena y san Pedro.[89]

Los altares de las seis capillas son similares. Sobre el pie de cada uno figura la insignia del santo titular de la capilla. Jules Cantini construyó los altares, diseñados por Henri Révoil; también hizo la estatua de San Pedro y la donó al santuario.
El techo de cada una de estas capillas está decorado con un mosaico. En un lado está el nombre y el blasón de la persona que proporcionó la financiación para su construcción y en el otro un símbolo del santo a quien está dedicada la capilla. Así pues se encuentran los siguientes motivos:
- Escudo cardenalicio de San Carlos Borromeo; donantes: Sr. y Sra J. Gondran (1892);
- Tumba de Lázaro abierta; donante: Sra. Edmond Luce, de soltera Lavre Luce (1891);
- Flor de Lis de san José; donante: el conde Pierre Pastre (1890);
- Concha de Santiago y zurrón recordando que San Roque también era un peregrino; Sr. y Sra Aimé Pastré y sus hijos Joseph y Emmanuel (1887);
- Frasco de perfume de Santa María Magdalena; donante: Sra. Augustin Fabre e hijo (1891);
- Llaves del paraíso de San Pedro; donantes: conde y condesa Pastré (1889).[90]

Mosaicos de las capillas laterales
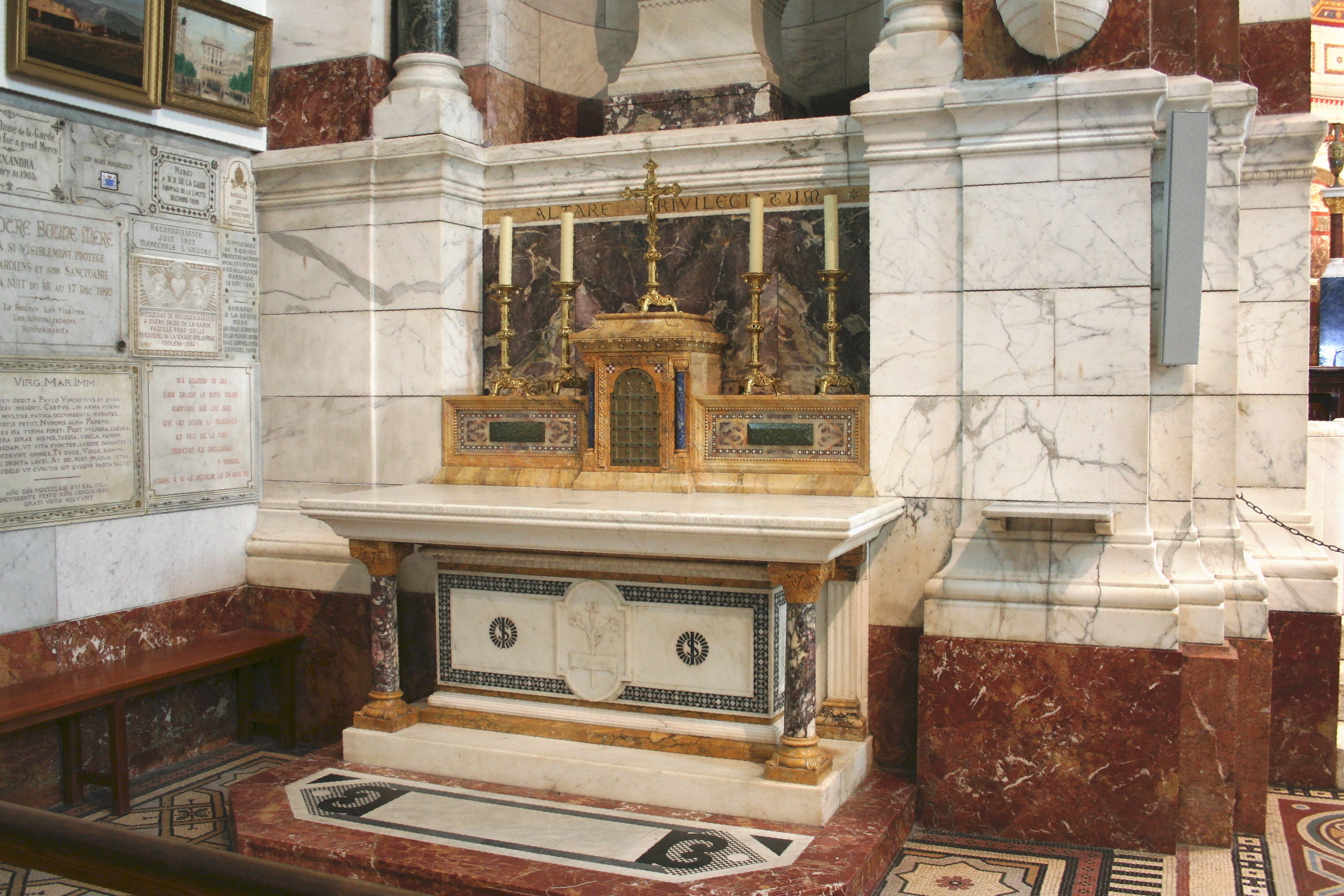
Capilla de san José, flor de lys sobre al pie del altar.
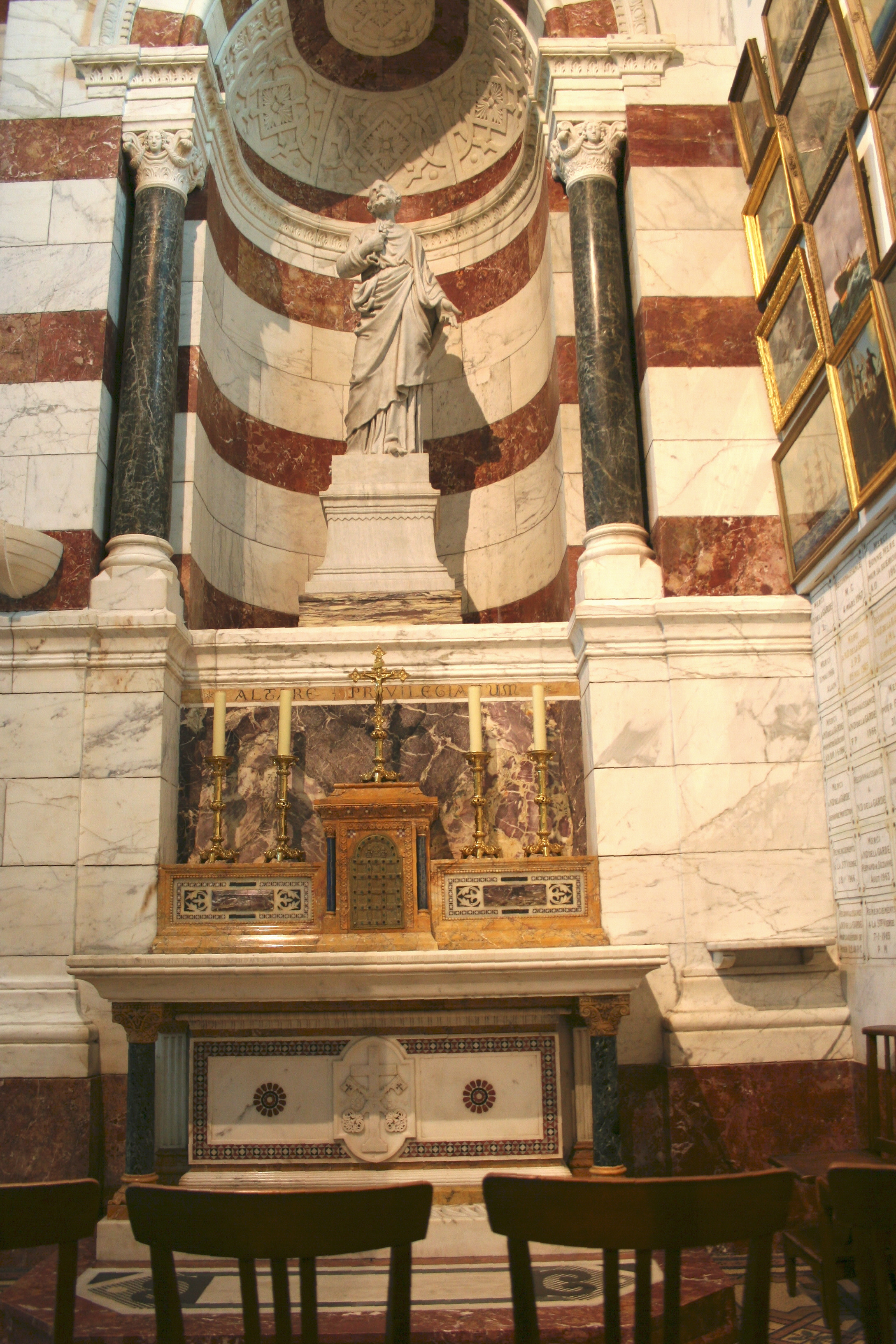
Capilla de san Pedro, llaves al pie del altar.
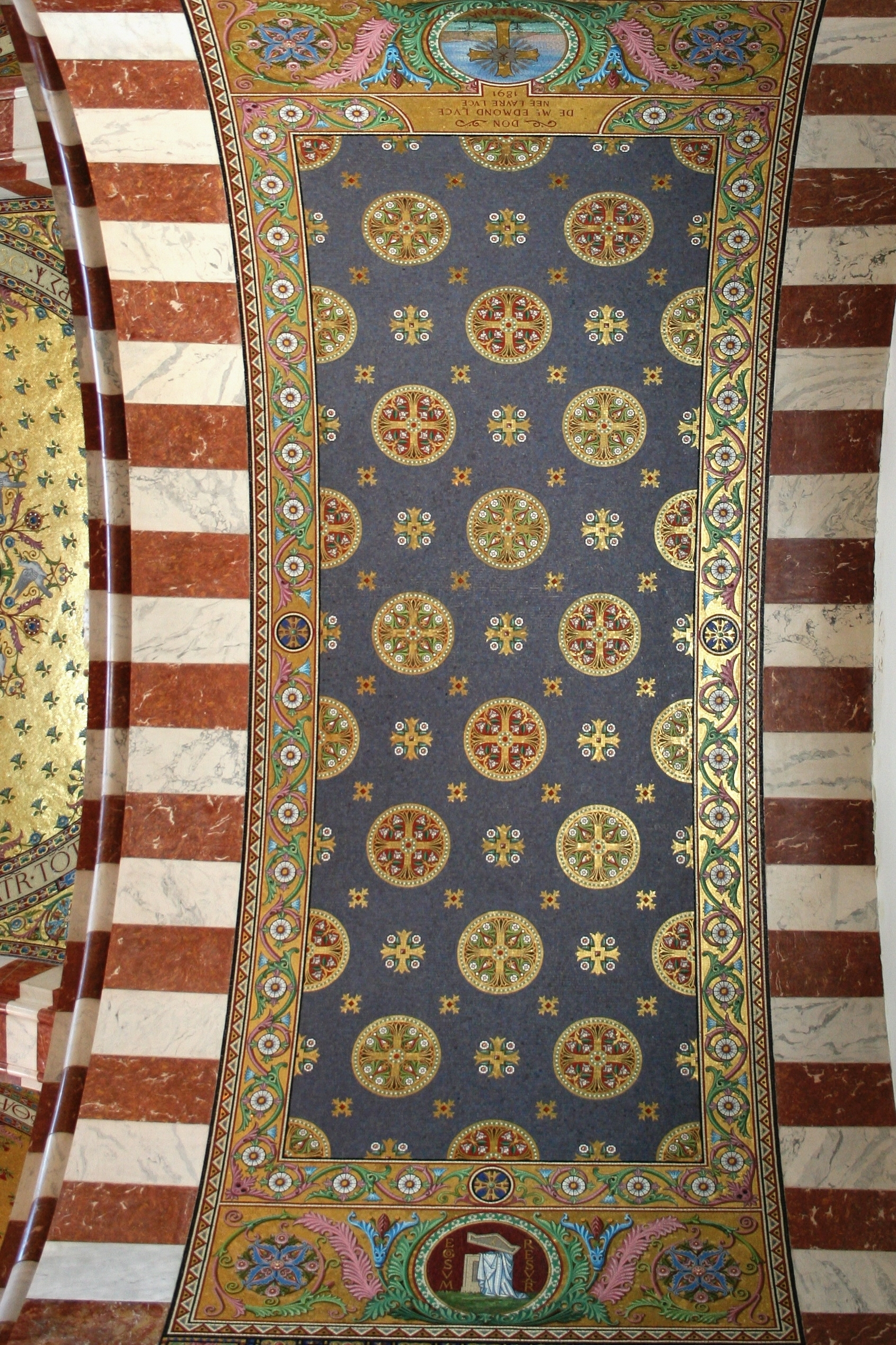
Techo de la capilla de san Lázaro, la tumba abierta en un medallón.
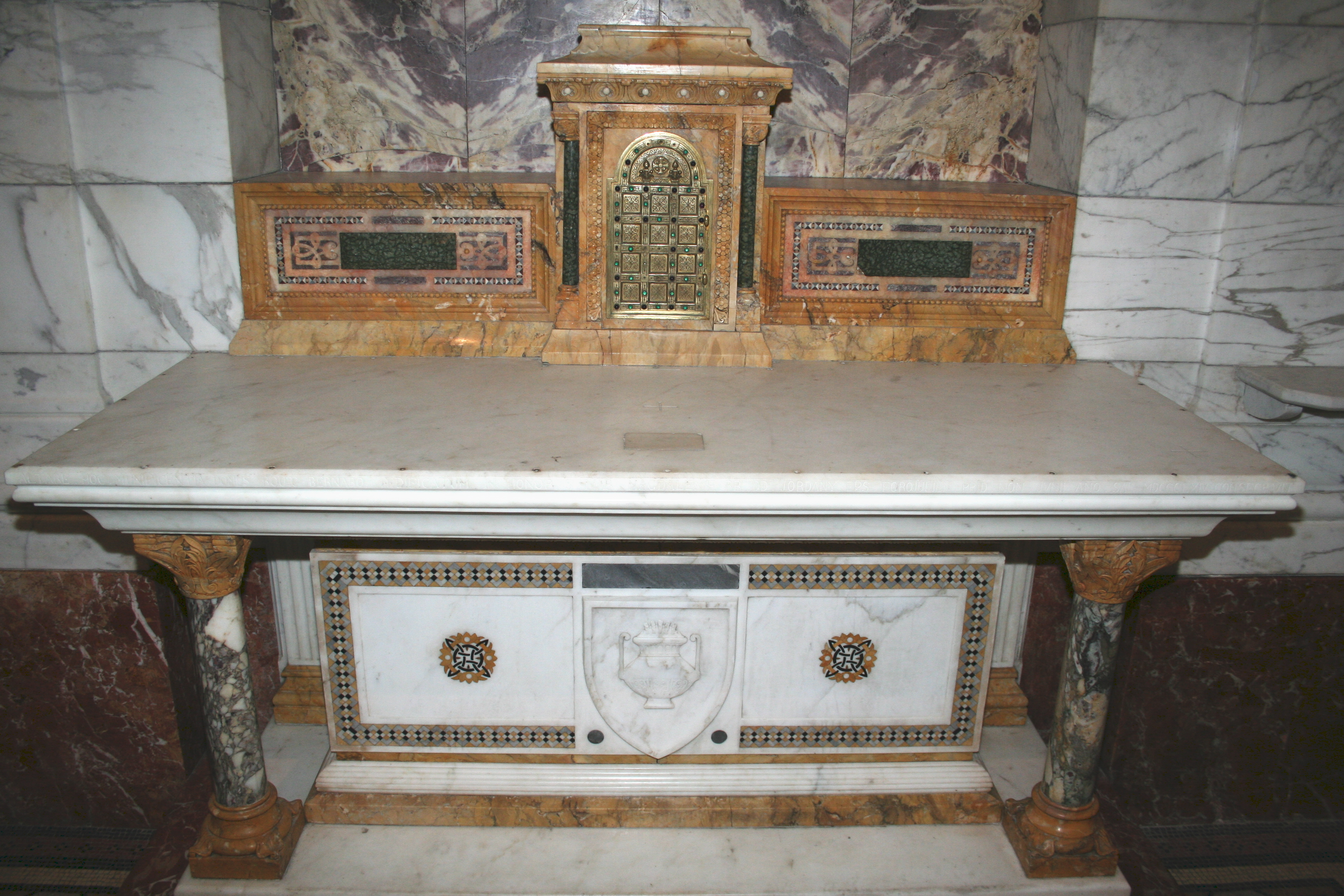
Capilla de santa María Magdalena, con el vaso de perfume al pie del altar.

## Restauración (2001-2008)
Las fachadas han envejecido considerablemente y los mosaicos interiores no se conservaron correctamente después de la guerra por lo que hubo que hacer importantes obras de restauración que se llevaron a cabo entre los años 2001 y 2008.

### Renovación exterior
Mientras que la mayoría de las piedras usadas han demostrado ser muy resistentes con el tiempo no fue así con la piedra verde llamada Golfalina. Esta piedra se deterioró rápidamente como resultado de la contaminación industrial, en particular por las calefacciones de carbón. Se erosionó hasta una profundidad de 3−5 cm. La cantera de donde se extrajo la piedra, cerca de Florencia, había cerrado tiempo atrás pero se encontró otro lugar en un viñedo cerca de Chianti donde se extrajeron 150 m³ de Golfalina. Las piedras defectuosas se reemplazaron por piedras idénticas pero tratadas superficialmente para resistir a la contaminación.
También habían causado destrozos en las piedras algunos refuerzos metálicos oxidados. Dos armaduras planteaban un particular problema: el que rodea la parte superior de la cámara de la campana, cuya misión es fortalecer esta zona durante su balanceo, y el que rodea la parte superior de la torre del campanario sobre la que descansa la estatua monumental. Algunas armaduras se protegieron mediante un tratamiento catódico y en otros se reemplazó el materia metálico en mal estado por acero inoxidable.

### Restauración interior
La restauración de los mosaicos se confió al artista marsellés Michel Patrizio cuyos trabajadores se formaron en la escuela de mosaico de Spilimbergo al norte de Venecia en la difícil técnica de mosaico que perpetuó en Friuli. Las teselas, que son los pequeños elementos que forman el mosaico, las proporcionó el taller Orsoni de Venecia tal y como originalmente eran. La parte más dañada era la cúpula más cercana al coro ya que fue necesario cambiar todos los mosaicos dorados. Algunas partes de los mosaicos, que amenazaban con despegarse, se consolidaron mediante inyecciones de resina.
El sistema de iluminación se mejoró sustancialmente en 2007 lo que aportó más esplendor a los mosaicos. El sistema de iluminación está en proceso de modernización mediante la instalación de luminarias tipo Led, de muy bajo consumo.

## En el arte

### Escritura
Muchos escritores han descrito la famosa basílica. Se pueden destacar las siguientes citas:

Celle qui préside aux routes de la mer
celle qui brille au-dessus des flots et du soleil
la géante debout au fond des heures bleues
la haute habitante d’or d’un long pays blanc
Pallas chrétienne des gaules.
La que preside las rutas de la mar
la que brilla por encima de las olas y del sol
la inmensa en pie sobre el fondo de horas azules
la máxima habitante de oro de un gran país blanco
Pallas cristiana de las Galias
Valery Larbaud

Voici que la vraie bonne mère, la seule, celle qui trône en manteau d’or raide de perles et de rubis, sous le dôme de Notre-Dame de la Garde, coupe de dur lapis incrustée de diamants au lieu d’étoiles, daigna se fâcher contre moi».
Aquí está la verdadera buena madre, la única, la que reina con manto de oro liso engarzado de perlas y rubís, bajo la cúpula de Nuestra Señora de la Garde, corte de duro lapislázuli incrustrado de diamantes en lugar de estrellas, se ha dignado a enojarse contra mi.
Paul Arène

Je me hâtai de monter à Notre-Dame de la Garde, pour admirer la mer que bordent avec leurs ruines les côtes riantes de tous les pays fameux de l’Antiquité.
Me apresuré a subir a Nuestra Señora de la Garde para admirar el mar que bordea, con sus ruinas, las costas risueñas de todos los países famosos de la antigüedad.
Chateaubriand

C’est elle qu’on voit de la mer, première et dernière sur son sommet tout de lumière ourlé de bleu, dominant sa Provence grecque qui sait ou ne sait plus qu’elle l’est, mais le reste. Qui manquera, croyant ou non, de monter à la Bonne Mère.
Ella es la que se ve desde el mar, la primera y la última sobre su cima luminosa bordeada de azul, dominando la región de su Provenza griega que sabe o que ya no sabe lo que ella es,  pero lo sigue siendo. ¿Quien no dejará de subir hasta la Buena Madre, sea o no creyente?
Marie Mauron

Et la haut sur la montagne, la bonne Vierge, la Bonne Mère regardait cette foule, présidait aux trafics des fausses cartes d’identité, au marché noir à ciel ouvert derrière la Bourse, à tous les attentats, à toutes les dénonciations, à tous les viols, la Bonne Mère de la Garde qui veille sur les marins qui sont à terre, - quant à ceux qui sont en mer, qu’ils se démerdent!.
Y allá arriba sobre la montaña, la Virgen, la Buena Madre miraba esta multitud, presidía el tráfico ilegal de falsos carnés de identidad, el mercado negro a cielo abierto detrás de la bolsa, todos los atentados, todas las denuncias, todas las violaciones, la buena Madre de la Garde que cuida a todos los marinos que están en tierra; los que están en el mar, ¡que se las apañen!
Michel Mohrt

Notre Dame de la Garde est un mât: elle oscille sur sa quille. Elle va prendre son vol, la basilique, avec la vierge qui lui sert de huppe.
Nuestra Señora de la Garde es un mástil que oscila sobre su quilla. Ella va a iniciar su vuelo, la basílica, con la Virgen en lo más alto.
André Suarès

...ainsi la basilique juchée sur la colline de la garde, et la statue de cuivre dorée qu’ils ont hissé sur la basilique. Là, une fois de plus, ce style qui veut être à la vérité roman et byzantin, sans jamais réussir à être un style : ni la force du roman, ni la science byzantine.
..de este modo, la basílica encaramada sobre la colina de la Garde y la estatua de cobre dorado que han levantado sobre la basílica. Allí, una vez más, este estilo que pretende ser verdadero románico y bizantino, no consigue ser un estilo: no posee ni la fuerza del románico, ni la ciencia bizantina.
André Suarès

### Los pintores de la basílica

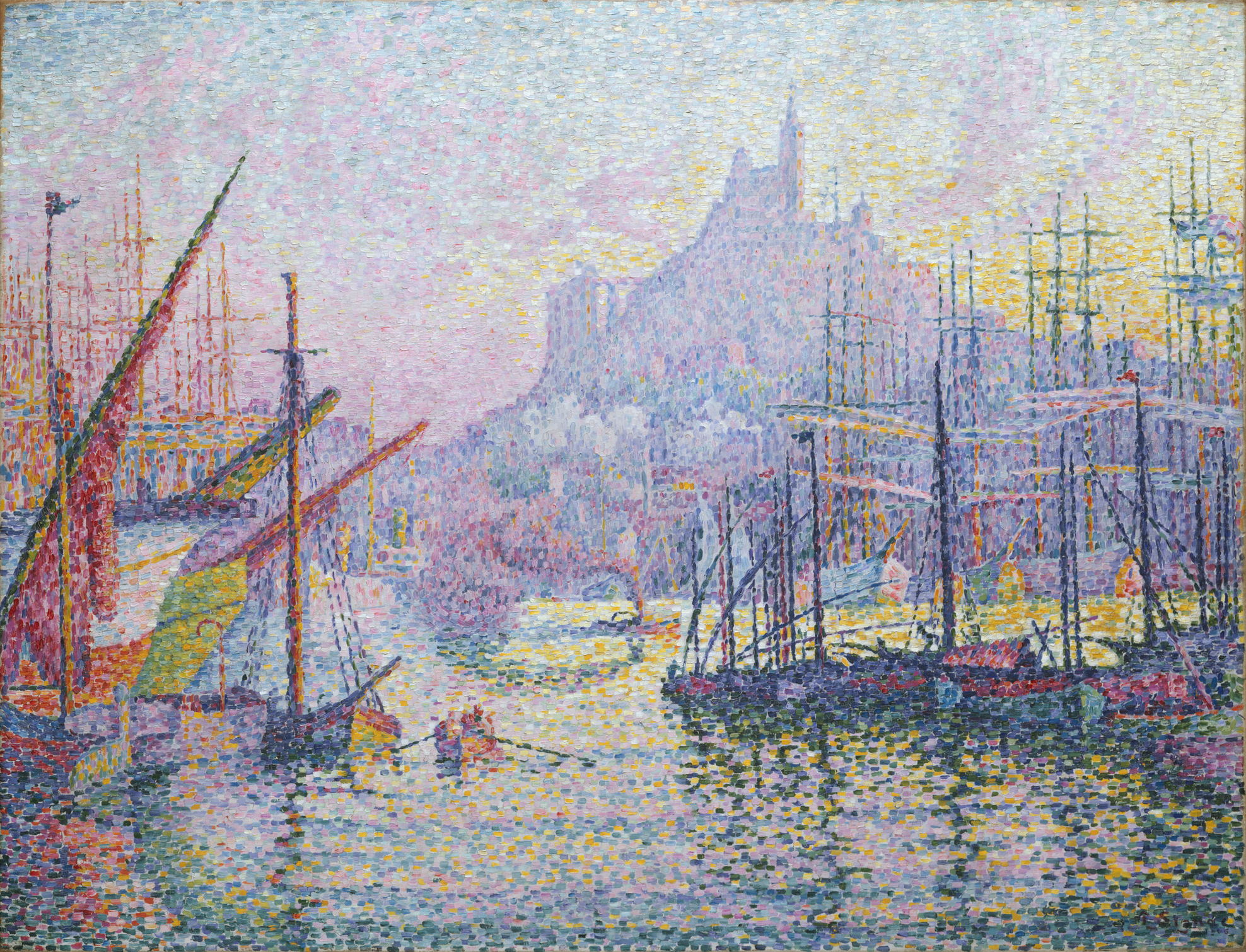
Puntillismo de Paul Signac: Port de Marseille et Basilique

Numerosos pintores representaron el puerto de Marsella y, al fondo, la basílica de Nuestra Señora de la Guarda. Paul Signac, que dio origen al puntillismo, realizó en 1905 con esta nueva técnica una pintura expuesta en Museo Metropolitano de Arte de Nueva York.
Albert Marquet produjo varias obras al respecto, entre ellas un óleo sobre lienzo pintado en 1916 titulado «Le cheval à Marseille». Esta pintura, expuesta en el Museo de Bellas Artes de Burdeos, muestra un caballo en el muelle del puerto sobre un fondo donde figura la colina de Notre-Dame de la Garde. Otra más, expuesta en el Museo de Arte Ohara de Kurashiki, se llama «Le port de Marseille dans la brume» en la que Basílica emerge de un bello paisaje brumoso. Charles Camoin también realizó varios cuadros en los que se muestra a Notre-Dame de la Garde como en «Le vieux port et Notre-Dame de la Garde» perteneciente a una colección particular.
También realizó alguna obra Raoul Dufy como la pintada en 1908 tituladas «Le port de Marseille».

## La Buena Madre
Notre-Dame de la Garde es considerada por los ciudadanos como la guardiana y protectora de la ciudad, de ahí su nombre común de «Buena Madre», y también por su nombre popular de María (madre de Jesús).

### Exvotos

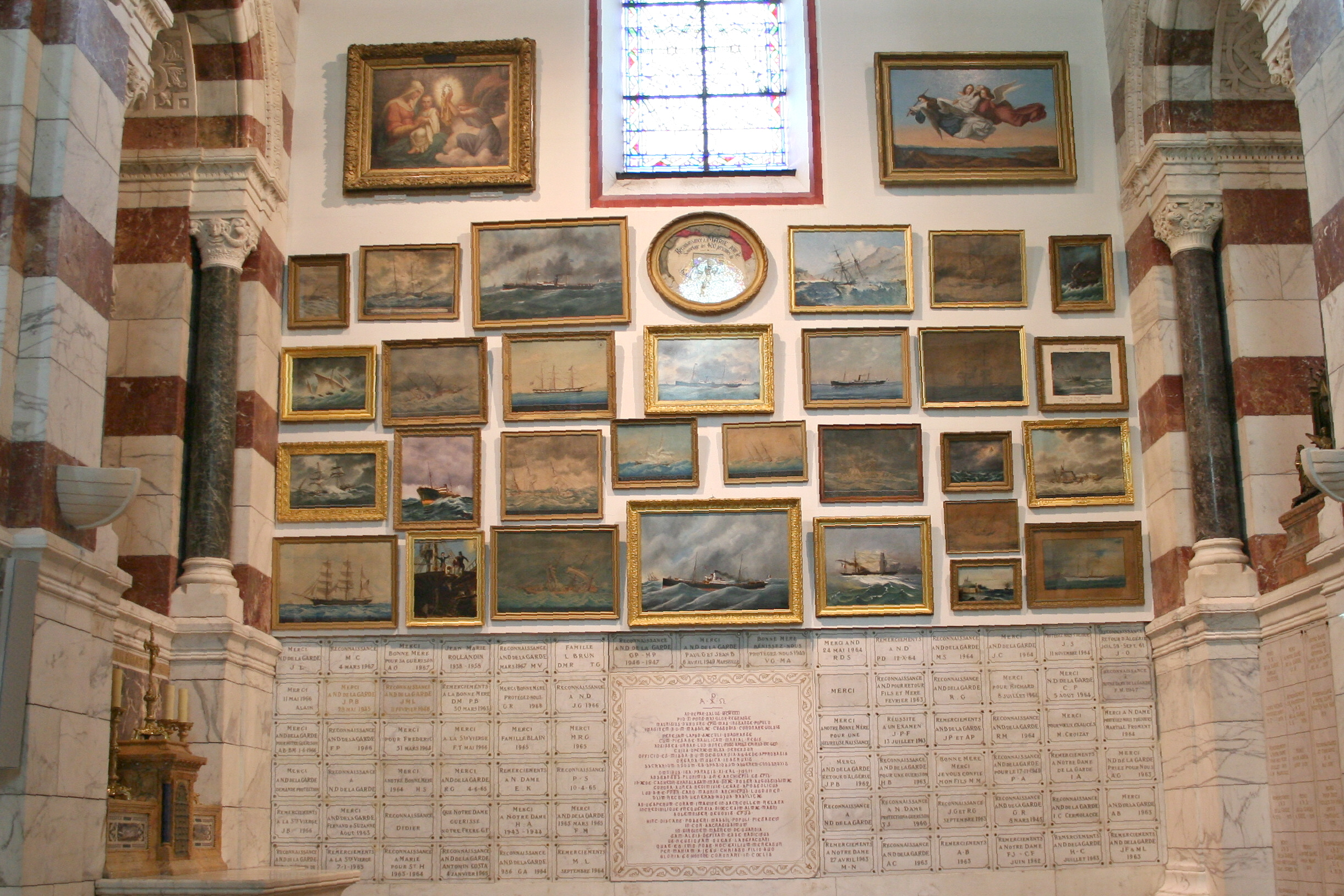
Capilla de exvotos de San Pedro.

Toda la religiosidad mediterránea se manifiesta por la presencia de numerosas velas y ofrendas votivas ofrecidas a la Virgen en agradecimiento por una gracia espiritual o temporal concedida y, también, para proclamar públicamente y recordar que se ha recibido esta gracia. Uno de los documentos más antiguos relativos a esta práctica es un acta notarial de 11 de agosto de 1425 en el que un tal Jean Aymar pagó cinco florines por la compra de imágenes de cera para ofrecerlas a la Virgen en reconocimiento de un favor. Durante un viaje al sur de Francia que hizo Aubin Louis Millin de Grandmaison a principios del siglo XIX le llamaron la atención los numerosos exvotos ofrecidos a Nuestra Señora de la Guarda: «El camino hacia el oratorio es trabajoso y difícil. La capilla es pequeña y estrecha y en todas partes hay tributos de la piedad de los navegantes: En el techo cuelgan veleros pequeños con su aparejo y tienen su nombre en la popa; son los que la madre de Cristo rescató de un cruel naufragio o salvados de la furia de los piratas y corsarios».
Las paredes de las capillas laterales de los dos santuarios superpuestos, la cripta y la iglesia superior, están recubiertas en un primer nivel por losas de mármol. Las partes superiores de las capillas laterales están ocupadas por exvotos pintados colocados en varias estanterías superpuestas. La mayoría de estos exvotos datan de la segunda mitad del siglo XIX porque los anteriores a la Revolución desaparecieron durante este período. Las representaciones más numerosas son relativas a naufragios y tormentas. También se ven otras escenas muy diferentes: fuego, accidente automovilístico o ferroviario, enfermo en cama, etc. También hay diversos exvotos relacionados con el equipo local, el Olympique de Marsella, como camisetas donadas por jugadores y peticiones en favor de él. El lugar es a todas luces insuficiente y las últimas placas votivas las han fijado a las paredes de las terrazas de la basílica. Finalmente, la iglesia superior conserva muchas maquetas de barcos o aeronaves recientemente restauradas y tradicionalmente colgados de las bóvedas del edificio.
En 2013, el año de la capitalidad cultural europea de Marsella, la basílica de Nuestra Señora de la Guarda recibió más de 1 800 000 visitas incluidos los turistas.
En 2015, también fue seleccionada en representación de la región Provenza-Alpes-Costa Azul para participar en la elección de «Le Monument préféré des Français», organizada por el programa de televisión francés del mismo nombre, presentado por Stéphane Bern y transmitido por France 2. La votación de los internautas la dejó en el 5.º puesto.

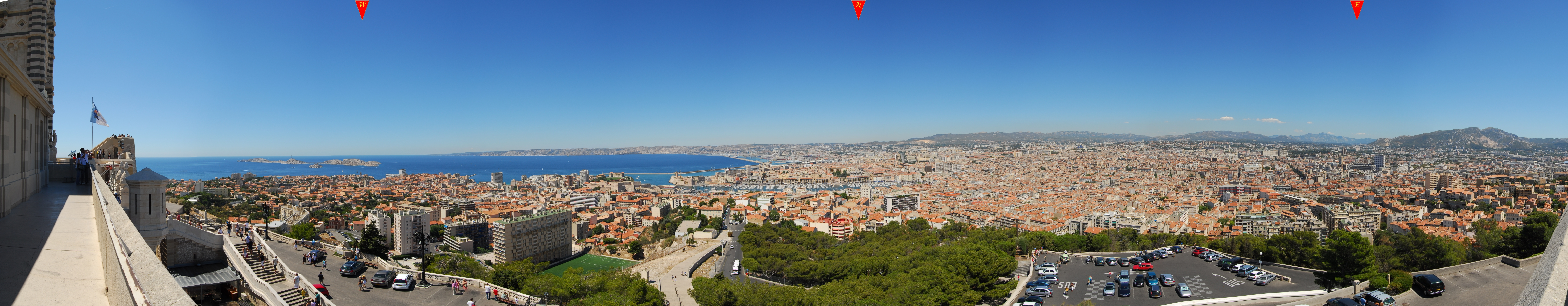
Panorama de Marsella desde la Basílica.